# Hongkong
Hongkong (Chinees: 香港; Yale: Hēunggóng; jyutping: Hoeng1gong2; Engels: Hong Kong) is een stad en (net als Macau) een speciale bestuurlijke regio van de Volksrepubliek China. De officiële naam van het gebied is dan ook Speciale bestuurlijke regio Hongkong van de Volksrepubliek China (traditioneel Chinees: 中華人民共和國香港特別行政區; vereenvoudigd Chinees: 中华人民共和国香港特别行政区; pinyin: Zhōnghuá Rénmín Gònghéguó Xiānggǎng Tèbié Xíngzhèngqū). Het gebied bestaat uit 263 eilanden met een totale oppervlakte van 1.104 km² en grenst aan de Zuid-Chinese Zee. Er wonen 7.249.907 (2020) mensen.
De naam Hongkong is afgeleid van de uitspraak van het gebied in het plaatselijke Kantonese dialect: Hoeng1gong2. Oorspronkelijk was dit enkel de naam van een nederzetting op de plek van de huidige wijk Aberdeen. De herkomst ervan is onbekend, hoewel historici suggereren dat de naam is afgeleid van de handel in geurige wierook die in Hongkong plaatsvond.
Hongkong is een voor Aziatische begrippen 'jonge' metropool en een grote moderne stad. De stad is inmiddels vastgegroeid aan, en onderdeel van, de agglomeratie rondom Guangzhou: de Parelrivierdelta — met 85 miljoen inwoners (2020) de grootste metropoolregio ter wereld. Sinds 2022 staat John Lee Ka-chiu als Chief Executive aan het hoofd van de uitvoerende macht in Hongkong.

## Geschiedenis
Het gebied wordt al zo'n vijfduizend jaar bevolkt. Bij opgravingen zijn voorwerpen uit het neolithicum gevonden, wat wijst op invloed van de Noord-Chinese steentijd-cultuur (Longshan). Later werd het gebied bevolkt door Han-Chinezen die tijdens de Song-dynastie tussen 970 en 1279 uit Noord-China kwamen. Hongkong nam echter in het Chinese Rijk lange tijd een vrij bescheiden plaats in.

Vlag van Hongkong (1959-1997)

Wapen van Hongkong (1959-1997)

De Britse Oost-Indische Compagnie (British East India Company) legde in 1699 voor het eerst contact in China, waarna handel tussen beide landen op gang kwam. In 1821 werd Hongkong de haven waar de Britten uit Bengalen de opium invoerden. De diplomatieke contacten tussen Groot-Brittannië en China verliepen stroef. Na de eerste Opiumoorlog in 1842 werd het Chinese Keizerrijk gedwongen Hongkong over te dragen aan de Britse Oost-Indische Compagnie. Toen woonden er niet meer dan 7000 mensen. Hongkong was vervolgens lange tijd een Britse kroonkolonie (Brits Hongkong). Bij verdrag werden in 1898 de New Territories aan het grondgebied toegevoegd voor een periode van 99 jaar.
Op 8 december 1941 vielen Japanse soldaten Hongkong binnen. De strijd om Hongkong eindigde op 25 december, toen de Britse en Canadese troepen zich overgaven. Dit was het begin van een bijna vier jaar durende Japanse bezetting. Tijdens de bezetting was er grote schaarste in levensmiddelen. De bevolking van 1,6 miljoen in 1941 kromp tot ongeveer 600.000 in 1945.
Na 1945 groeide de bevolking van Hongkong sterk door vluchtelingen uit China. Economisch kreeg de kroonkolonie de wind mee door de gunstige ligging ten opzichte van China en Zuidoost-Azië, met name Japan.

### Overdracht aan China
Een van de twee opvolgers van het keizerrijk, de Volksrepubliek China, gaf te kennen de in 1898 verleende pacht niet te willen verlengen. Op 19 december 1984 werd een overeenkomst gesloten die voorzag in het overdragen van het volledige gebied van Hongkong aan de Volksrepubliek. De laatste gouverneur van de kolonie, Chris Patten, voerde een zekere democratisering in. Op 1 juli 1997 droeg het Verenigd Koninkrijk Hongkong over. Hongkong werd hierbij een Speciale Bestuurlijke Regio, waarin gedurende 50 jaar niet dezelfde wetten gelden als in het communistische China. Dit wordt het idee van één land, twee systemen genoemd. De laatste jaren is China bezig haar macht steeds meer uit te breiden in Hongkong. Zo zijn er verschillende wetten aangenomen die de democratie beperken.
Krachtens het verdrag met de Britten behield Hongkong zijn Legislative Council, in de volksmond Legco genoemd. Deze Raad bestaat uit 70 leden, van wie 35 vrij verkiesbaar via algemene verkiezingen en 35 gekozen via verkiezingen binnen verschillende beroepsgroepen. Deze formule, al gehanteerd door de Britse gouverneur, bedoeld om de belangen van verschillende beroepsgroepen te kunnen behartigen, geeft China de mogelijkheid om de Raad te controleren. Legco zetelt in het gebouw van het koloniale Hooggerechtshof.
Bij de overdracht werd de scheepsmagnaat Tung Chee-hwa gekozen tot "Chief Executive of Hong Kong", hoofd van het bestuur van de stadstaat. Dit gebeurde door een college van 800 leden, die een voordracht deed aan de Chinese regering. Tung hield zich redelijk aan het verdrag met de Britten, maar weigerde verdere democratisering. In 2003, toen de ziekte SARS in de stad heerste, probeerde hij een anti-subversiewet in het parlement door te drukken, wat leidde tot de grootste demonstratie sinds 1989, als steunbetuiging aan de slachtoffers bij het neerslaan van de studentenopstand in Peking door het Chinese leger. Hij trok de wet in, toen het bleek dat hij niet genoeg stemmen zou krijgen in het parlement voor zijn controversiële wetsvoorstel. Desondanks duurde de onvrede onder de gewone Hongkongse inwoners voort. Toen Tung het vertrouwen van Peking verloor, trad hij in maart 2005 af, naar eigen zeggen vanwege zijn gezondheid. In juni 2005 werd zijn opvolger Donald Tsang geïnstalleerd. Na een herverkiezing in 2007 eindigde diens mandaat op 30 juni 2012 waarna Leung Chun-ying de derde Chief Executive werd. Hij kon zich na zijn eerste vijfjarig mandaat niet laten herverkiezen en werd in 2017 opgevolgd door de eerste vrouwelijke bestuurder, Carrie Lam.
Ook nadien bleef het roerig in Hongkong. In 2014 braken protesten uit nadat een door China ingestelde nominatiecommissie de kandidaten voor de verkiezingen van de Chief Executive of Hong Kong in 2017 bekendgemaakt had. En in 2019-2020 braken maandenlang protesten uit tegen de door de regering van Hongkong voorgestelde uitleveringswet van 2019. In december 2021 werd media-ondernemer Jimmy Lai, samen met zeven andere pro-democratische personen, veroordeeld tot 14 maanden gevangenisstraf, en sloot Stand News, een van de laatste vrije nieuwsorganisaties de deuren.
In 2019 werden er door de Chineesgezinde Carrie Lam echter een wet goedgekeurd met betrekking tot de uitlevering van mensen aan China. De wet werd beschouwd als een eerste stap in de incorporatie van Hongkong door China en leidde tot massale protesten.
Na een jaar aan protesten, tientallen miljoenen euro's aan vernielingen en 15 doden (13 door zelfmoord) nam de regering in Peking op 30 juni 2020 een nationale veiligheidswet voor de stad aan. De wet stelt het aansturen op secessie (afscheiding), het ondermijnen van de autoriteit van de regering, terrorisme en samenwerking met buitenlandse mogendheden of andere externe actoren om de nationale veiligheid en stabiliteit in gevaar te brengen strafbaar. De Chinese centrale overheid heeft op 1 juli 2020 een 'bureau voor de bescherming van de nationale veiligheid' in de stad opgezet. Het kantoor en zijn personeel vallen niet onder de jurisdictie van Hong Kong. Dit betekent dat alle acties, inclusief de uitvoering ervan in de stad, niet kunnen worden beoordeeld door lokale rechtbanken of onderworpen zijn aan lokale wetten. Het personeel hiervan is niet onderworpen aan inspectie, huiszoeking of detentie door de lokale wetshandhavingsinstanties in Hong Kong. Het bureau en zijn personeel genieten in feite volledige immuniteit en wordt geacht externe factoren en buitenlandse invloeden die dreigen de stad te destabiliseren te onderzoeken en acties daartegen te nemen.
Sindsdien werden tal van pro-democratische activisten opgepakt en werd ook de vrije pers opgedoekt. Hoewel Hongkong officieel nog steeds een democratie is, loopt het in praktijk dus volledig in de pas van Peking. Tijdens een viering van de 25e verjaardag van de teruggave van Hongkong aan China liet Xi zich ironisch genoeg ontvallen dat Hongkong "nu pas een echte democratie is".
De Chinese overheid heeft meer macht verschoven van de rechterlijke macht van Hongkong naar de Peking-vriendelijke uitvoerende macht in het gebied. Eind december 2022 oordeelde het Permanent Comité van het Chinese Nationale Volkscongres (NPC) dat het Hongkongse Comité voor de Bescherming van de Nationale Veiligheid, voorgezeten door Chief Executive en Peking-loyalist John Lee, zou kunnen beslissen of een kwestie die voor een rechtbank in Hongkong wordt gebracht, onder de nationale veiligheidswetgeving valt – waardoor de lokale autoriteiten in feite ongewenste rechterlijke beslissingen kunnen omzeilen.
Na massale protesten in 2019 introduceerden de autoriteiten nationale veiligheidseducatie in een poging om meer Chinees patriottisme bij de jeugd van de stad te brengen – die zichzelf vaak zien als Hongkongers met een identiteit die verschilt van die van China. Minstens vijf universiteiten hebben ook nationale veiligheidseducatie als afstudeervereiste ingevoerd. Dergelijke herzieningen hebben geleid tot een uittocht van studenten en docenten. Tussen oktober 2020 en september 2021 zijn ruim 30.000 leerlingen gestopt met school; en volgens het Hongkongse onderwijsbureau verlieten minstens 4.050 leraren openbare en particuliere scholen tijdens het schooljaar 2021/2022.
In juli 2022 werd Carrie Lam als Chief Executive opgevolgd door John Lee Ka-chiu.
In juli 2022, als onderdeel van een proces om Britse aspecten uit de lokale politie te verwijderen, veranderden voetoefeningen met een ganzenstap van Britse stijl naar de stijl van het Chinese leger. De taal die tijdens de oefeningen werd gesproken, veranderde van Engels in Chinees, en onderofficieren spraken hogere officieren niet meer aan met "Yes, Sir".
In november 2023 werd aangekondigd dat kinderen en jongeren in Hongkong vanaf het schooljaar 2025/2026 les krijgen in Chinese cultuur, geschiedenis en geografie, met als doel de kinderen en jongeren te voeden met een gevoel van land, genegenheid voor het Chinese volk en een nationale identiteit te geven”, aldus Lee Kin-wan, hoofdcurriculumontwikkelingsfunctionaris van het onderwijsbureau in Hongkong.

## Geografie

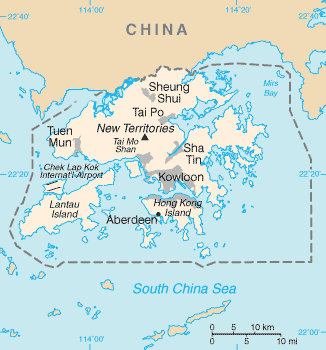
Kaart van Hongkong

Hongkong heeft een totale oppervlakte van 1107 km². Het bestaat uit het gelijknamige eiland ten oosten van de Parelrivier van 78 km² groot, het schiereiland Kowloon (Mandarijn: Jiulong, Negen Draken) met een oppervlakte van bijna 47 km² en de New Territories met een oppervlakte van 979 km². De New Territories bestaan uit het gebied ten noorden van Kowloon grenzend aan het vasteland van China en verder uit 235 eilanden, waarvan het merendeel niet bewoond is. Het eiland Lantau is met 147 km² het grootste eiland, gevolgd door het eiland Hongkong. Sinds 1887 is Hongkong met 71 km² uitgebreid door middel van landaanwinning.

## Bestuurlijke indeling

Panorama van het stedelijk silhouet van Hongkong, gezien vanaf een pad rond Victoria Peak, de hoogste berg van het eiland Hongkong

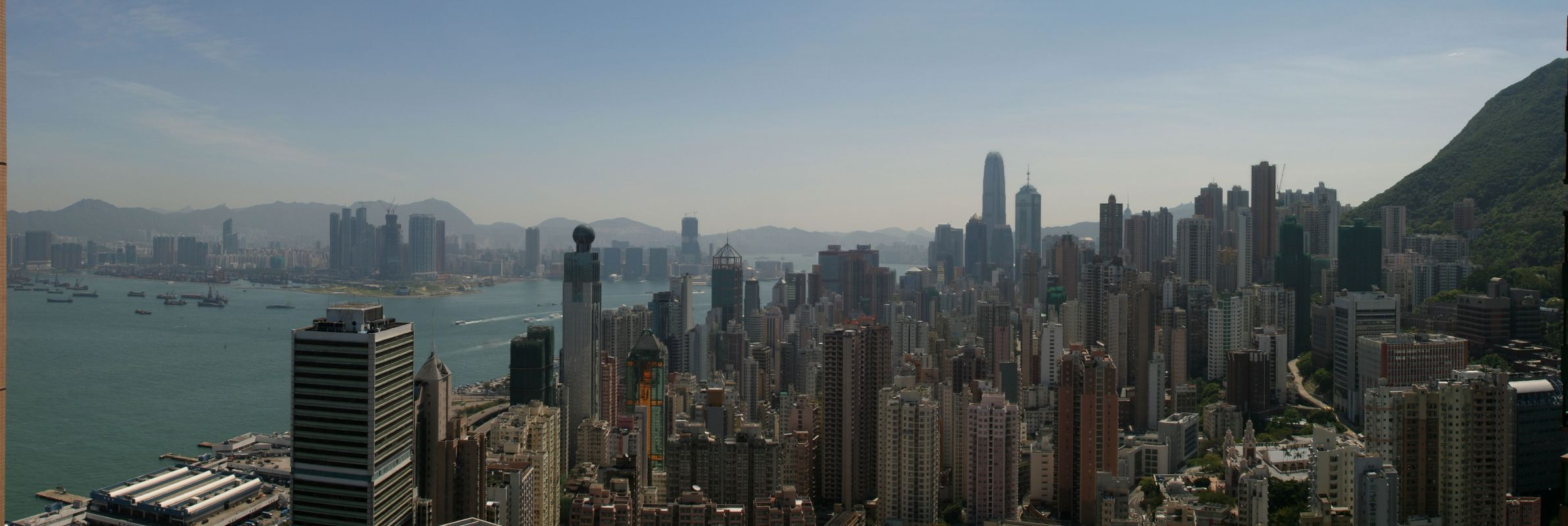
Een panorama genomen vanaf The Belcher's

### Stadsdelen
Hongkong bestaat uit achttien (kies)districten:
- Central and Western (inclusief Victoria) (eiland Hongkong)
- Eastern (eiland Hongkong)
- Islands District (New Territories)
- Kowloon (Kowloon)
- Kwai Tsing (New Territories)
- Kwun Tong District (Kowloon)
- North District (New Territories)
- Sai Kung District (New Territories)
- Sham Shui Po (Kowloon)
- Sha Tin District (New Territories)
- Southern District (eiland Hongkong)
- Tai Po District (New Territories)
- Tsuen Wan (New Territories)
- Tuen Mun (New Territories)
- Wan Chai (eiland Hongkong)
- Wong Tai Sin (Kowloon)
- Yau Tsim Mong District (Kowloon)
- Yuen Long (New Territories)

## Klimaat
Hongkong kent een subtropisch Chinaklimaat (Cwa volgens de klimaatclassificatie van Köppen) met droge, zeer zachte winters en vochtige, hete zomers.
| Maand                                     | jan  | feb  | mrt  | apr   | mei   | jun   | jul   | aug   | sep   | okt   | nov  | dec  | Jaar    |
| ----------------------------------------- | ---- | ---- | ---- | ----- | ----- | ----- | ----- | ----- | ----- | ----- | ---- | ---- | ------- |
| Hoogste maximum (°C)                      | 26,9 | 28,3 | 30,1 | 33,4  | 35,5  | 35,6  | 35,7  | 36,1  | 35,2  | 34,3  | 31,8 | 28,7 | 36,1    |
| Gemiddeld maximum (°C)                    | 18,6 | 18,6 | 21,5 | 25,1  | 28,4  | 30,4  | 31,3  | 31,1  | 30,2  | 27,7  | 24,0 | 20,3 | 25,6    |
| Gemiddelde temperatuur (°C)               | 16,1 | 16,3 | 18,9 | 22,5  | 25,8  | 27,9  | 28,7  | 28,4  | 27,6  | 25,3  | 21,4 | 17,8 | 23,1    |
| Gemiddeld minimum (°C)                    | 14,1 | 14,4 | 16,9 | 20,6  | 23,9  | 26,1  | 26,7  | 26,4  | 25,6  | 23,4  | 19,4 | 15,7 | 21,1    |
| Laagste minimum (°C)                      | 0,0  | 2,4  | 4,8  | 9,9   | 15,4  | 19,2  | 21,7  | 21,6  | 18,4  | 13,5  | 6,5  | 4,3  | 0,0     |
|                                           |      |      |      |       |       |       |       |       |       |       |      |      |         |
| Neerslag (mm)                             | 24,9 | 52,3 | 71,4 | 188,5 | 329,5 | 388,1 | 374,4 | 444,6 | 287,5 | 151,9 | 35,1 | 34,5 | 2.382,7 |
| Bron: Hong Kong Observatory: extremen via |      |      |      |       |       |       |       |       |       |       |      |      |         |

## Bevolking

### Demografie

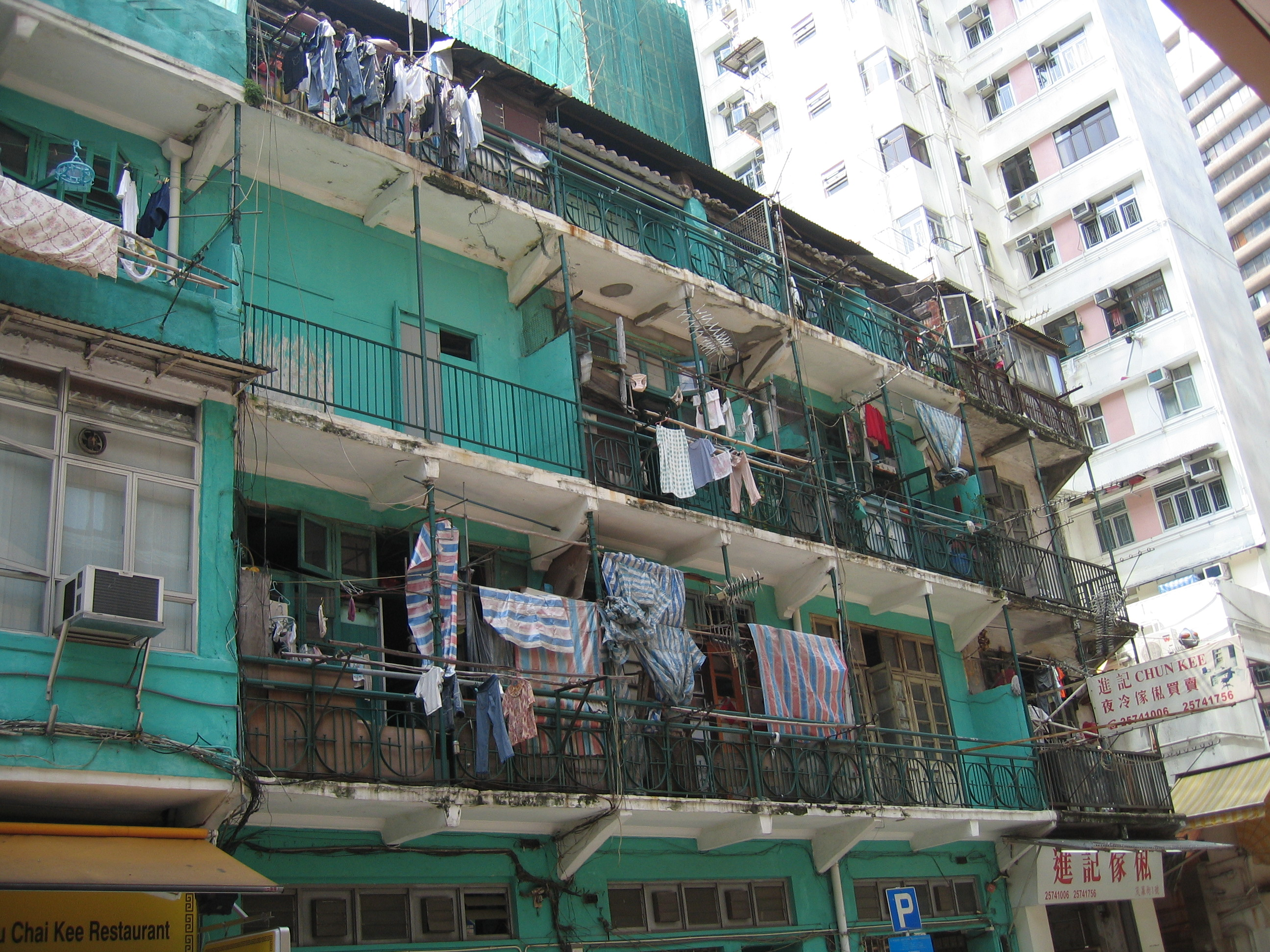
Oude huizen (Tong Houses) in Mallory Street

In 1945 telde Hongkong zo'n 600.000 inwoners. Deze bestonden grotendeels uit Hakkanezen en Waitau. Deze twee worden ook wel als autochtone Hongkongers genoemd en hebben speciaal voorrechten zoals het bouwen van ting oks (Chinese huizen in de New Territories). De minderheid in 1945 waren de Britten en Zuid-Aziatische Hongkongers. Als gevolg van het uitroepen van de Volksrepubliek China, maar ook van de voorafgaande Tweede Chinees-Japanse Oorlog en Chinese Burgeroorlog vluchtten veel Chinezen naar Hongkong. Veel van deze nieuwe Hongkongers hebben hun jiaxiang in Siyi, Chaoshan, Dapengbandao, Foshan, Shunde, Guangzhou en Shanghai. Tijdens en na de Vietnamoorlog kwamen vele Vietnamezen en Chinese Vietnamezen naar de stad via gammele bootjes. Eind jaren tachtig toen de bevolking steeds rijker werd, kwamen ook steeds meer Filipijnse en later ook Indonesische vrouwen naar Hongkong om te werken als au pair. In Hongkong wonen veel expatriates.
In de periode 1986 tot en met 2016 steeg de bevolking van Hongkong van 5,52 miljoen naar 7,34 miljoen. De stijging van 1,8 miljoen inwoners impliceert een gemiddelde groeivoet van 0,9% per jaar. Het aantal geboorten neemt af terwijl het aantal overledenen toeneemt. In de periode 1986-1990 was de gemiddelde natuurlijke aanwas zo'n 45.000 personen per jaar en dit daalde naar 33.000 in de jaren 2011-2015. De bevolking vergrijst: was de mediane leeftijd in 1986 nog 28,7 jaar, dit was gestegen naar 44,3 jaar in 2016. In 2019 was de levensverwachting bij geboorte voor mannen 82,3 jaar en 88,1 jaar voor vrouwen. De geslachtsverhouding veranderde van 1062 mannen per 1000 vrouwen in 1986 naar 852 in 2016. Dit is mede een gevolg van de toestroom van buitenlandse au pairs. Exclusief deze groep waren er 925 mannen per 1000 vrouwen in 2016. Bij de laatste volkstelling was het aantal inwoners 7.070.388 (2011).

### Religie
Bijna 90% van de Hongkongers hangt de traditionele Chinese godsdienst (mengsel van drie oude Chinese religies) aan. Dit zie je vooral door offerbakjes aan Tudi Gong vlak bij huisdeuren en de posters van Chinese deurgoden op de deur. De meeste mensen in Hongkong zijn mahayana-boeddhist (boeddhisme in Hongkong), confucianist of daoïst.
De grootste boeddhistische organisatie is Hong Kong Buddhist Association. De meeste daoïsten worden vertegenwoordigd door Hong Kong Taoist Association. De belangrijkste confuciaans organen zijn de Confucian Academy, Confucius Hall en de Confucian Association.
Het aantal christenen bedroeg in 2011 rond de 843.000, wat 8% van de Hongkongers is. De meerderheid hiervan is rooms-katholiek, anglicaans, methodist of baptist. De protestanten (480.000), katholieken (363.000) en orthodoxen in Hongkong worden vertegenwoordigd door Hong Kong Christian Council.
Daarnaast bedraagt het aantal moslims ongeveer 220.000 (2011) en op verscheidene plekken in Hongkong maken moskeeën deel uit van het straatbeeld (o.a. Tsim Sha Tsui en Central). 30.000 zijn etnisch Chinees en 120.000 zijn Maleiers. De andere zijn van Zuid-Aziatische, Midden-Oosterse of Afrikaanse afkomst. De in 1922 opgerichte Chinese Muslim Cultural and Fraternal Association vertegenwoordigt alle islamitische Hongkongers.
Verder leeft er een kleine minderheid aan sikhs, mensen die het jodendom, hindoeïsme, zoroastrisme of bahá'í aanhangen. Er waren in 2011 40.000 hindoes in Hongkong. Er zijn in Hongkong mogelijkheden om traditionele crematies uit te voeren naar hindoegebruik. In 2011 waren er 10.000 sikhs. Zij waren vooral werkzaam in de private sector en zijn deurbewaker. Ze hebben de vrijheid om hun hoofdbedekking te dragen. Voor joden bestaan er drie synagoges, waaronder de Ohel Leahsynagoge. Joden kunnen traditioneel begraven worden en ritueel baden (mikwe).

## Taal
De officiële talen van Hongkong zijn Engels en Traditioneel Chinees. Vóór 1975 was alleen Engels de officiële taal. Overheidsbrieven werden toen altijd in het Engels weergegeven. Dit zorgde voor veel problemen onder de Hongkongse bevolking die veelal geen Engels sprak. Sinds 1975 is Chinees ook een officiële taal en sindsdien worden overheidsbrieven tweetalig opgesteld.
Als men het Chinees als spreektaal bedoelt, worden alleen Standaardkantonees en Standaardmandarijn als officiële Chinese talen gezien. Het Standaardkantonees heeft een veel belangrijkere positie dan de andere, in vrijwel alle basis- en middelbare scholen wordt het gebruikt als onderwijstaal. Dit heeft ervoor gezorgd dat het de belangrijkste moedertaal is van de meeste Hongkongers. Ook zorgt het voor de uitsterving van Waitauwaa en Hongkong-Hakka als autochtone moedertaal in Hongkong. Deze twee laatste dialecten worden als autochtoon gezien omdat het al eeuwen wordt gesproken in Hongkong door de autochtone Hongkongers. Volgens de Hongkong "Basic Law" mini constitutie, is er geen Chinees dialect gespecificeerd als een hoofddialect.
Waitauwaa was tot het begin van de jaren dertig van de 20e eeuw de belangrijkste omgangstaal tussen de Chinezen in Hongkong. Tot begin jaren zestig van de 20e eeuw was Hongkong-Hakka de belangrijkste omgangstaal onder de Chineestalige Hongkongers. Daarop volgde een kleine periode van Siyihua als belangrijkste omgangstaal. Sinds begin jaren zeventig van de 20e eeuw is Standaardkantonees de belangrijkste omgangstaal van Hongkongers. Het percentage van de Hongkongse bevolking dat een andere Chinese taal/dialect gebruikt dan Standaardkantonees als moedertaal daalt sinds de jaren tachtig dramatisch. Andere Chinese talen/dialecten die vroeger vaak als moedertaal werd gesproken waren: Siyihua, Minnanyu, Chaozhouhua, Shanghainees en Hakkanees.

## Politiek

### Brits Hongkong

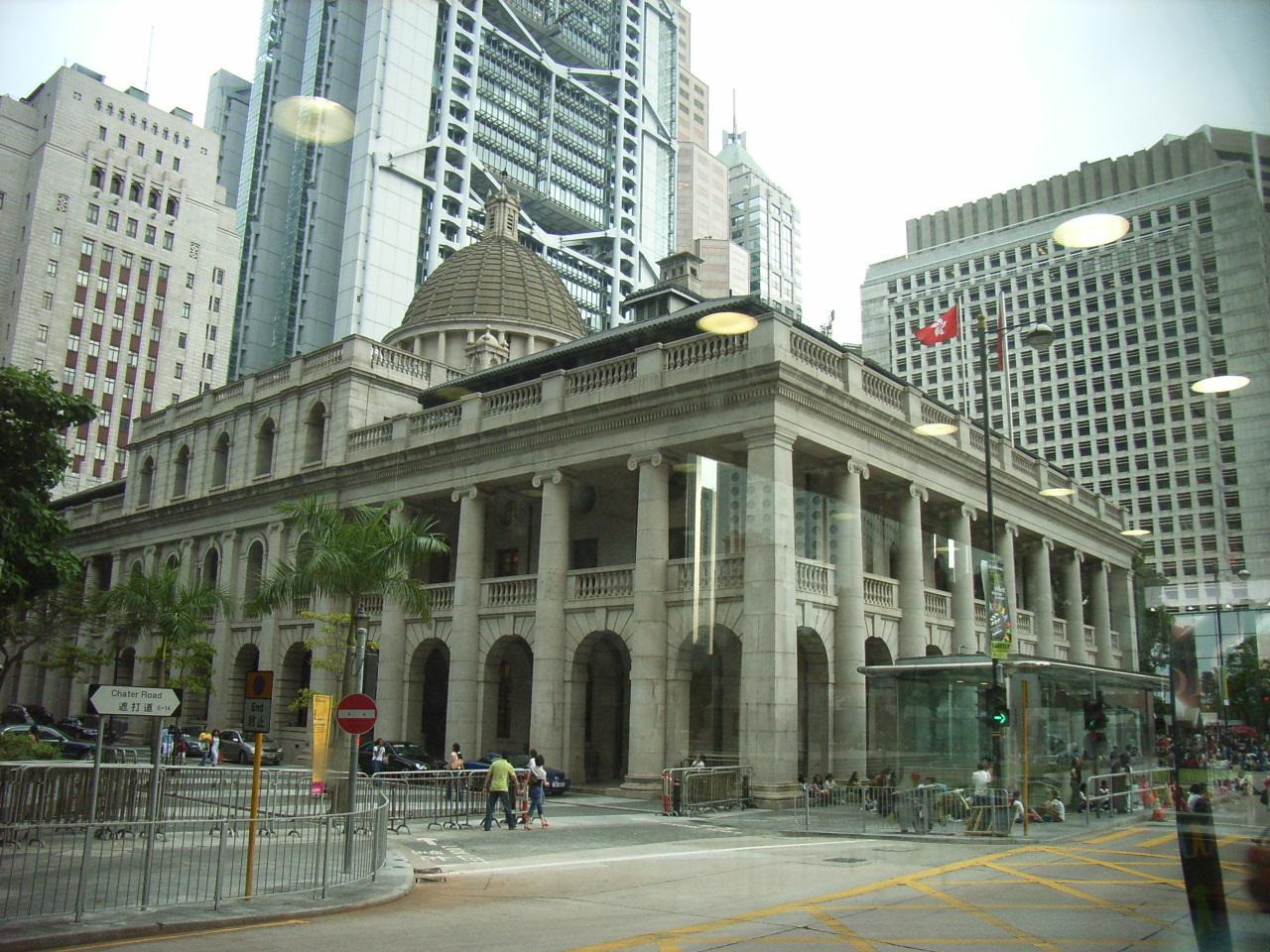
Het gebouw van het Court of Final Appeal werd gebouwd in 1912 en werd ooit gebruikt als wetgevend orgaan.

Vóór de overdracht van Hongkong aan China werd de stad vooral door Britten bestuurd. Pas in de jaren 80 en 90 van de twintigste eeuw konden Chinezen zich mengen in diverse posten in de overheid.
Het staatshoofd was de Britse koning(in) maar de bestuurlijke macht lag bij de door de kroon aangestelde gouverneur.
Veel straten in Hongkong dragen de naam van vroegere gouverneurs. Verder zijn verscheidene gezondheidscentra, klinieken en ziekenhuizen (of een deel ervan) naar hen genoemd en sommige wandelroutes dragen ook hun naam. Zo kent Hongkong de Wilson Trail en de MacLehose Trail.

### Hong Kong SAR
In 1997 vond de overdracht plaats. Na de overdracht werd de titel van het hoofd van de uitvoerende macht 'Chief Executive of the Hong Kong Special Administrative Region' (SAR). Het parlement van Hongkong is de Wetgevende Raad, die bestaat uit 90 leden.

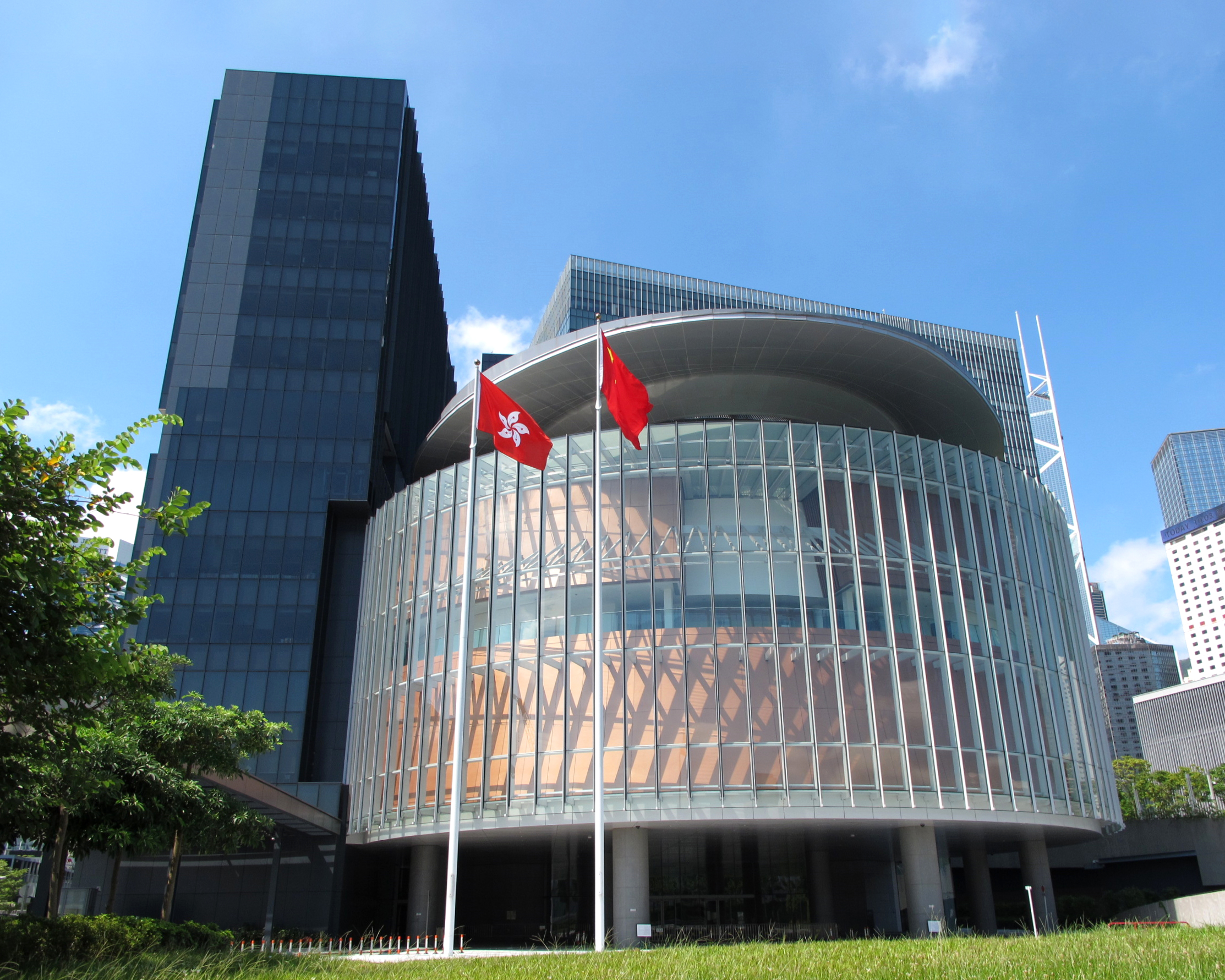
Gebouw van de Wetgevende Raad

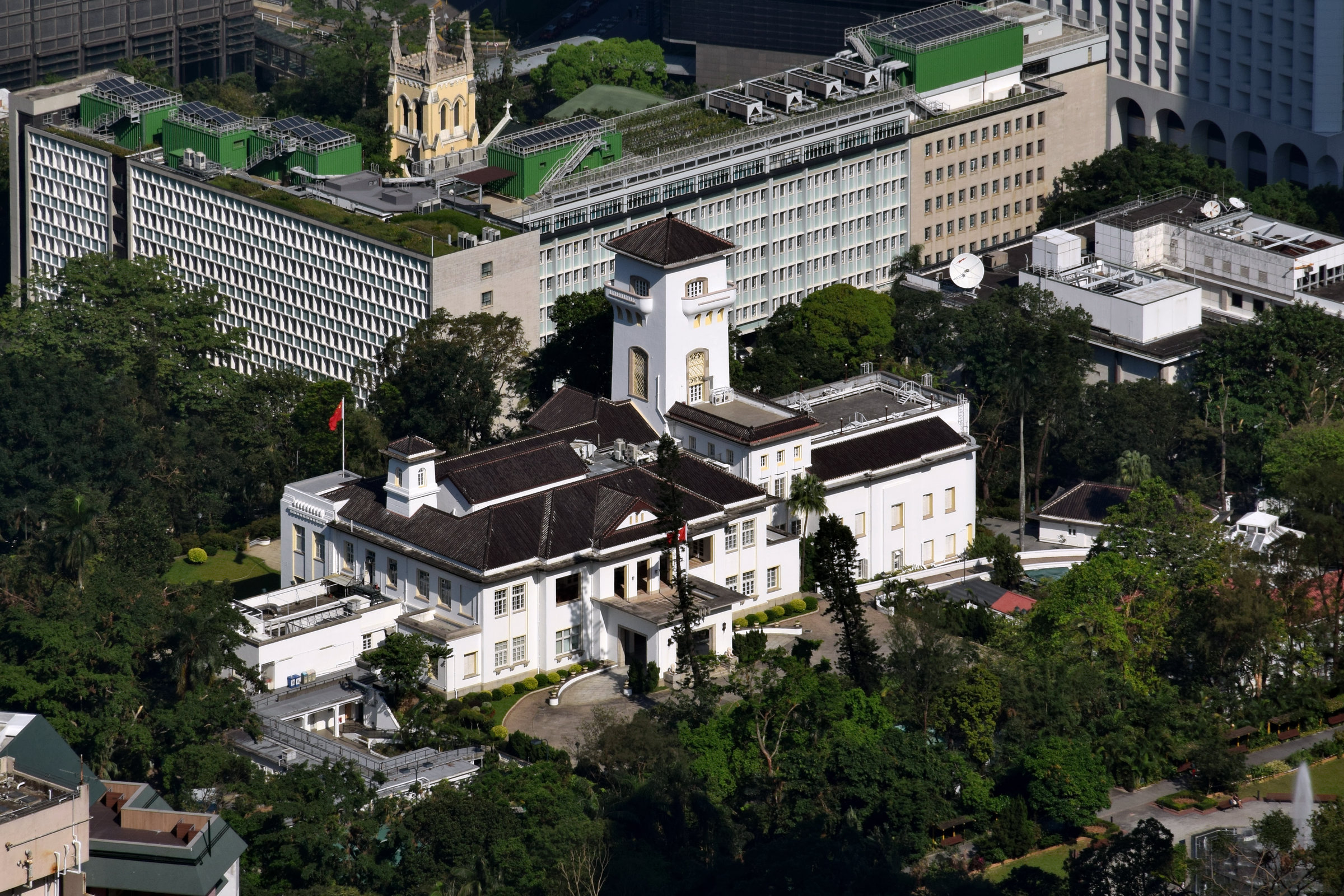
Officiële residentie van de Chief Executive

De volgende ambtenaren namen een mandaat als Chief Executive of Hong Kong op:
1. Tung Chee-hwa (1997–2002, 2002–2005)
2. Donald Tsang (2005–2007, 2007–2012)
3. CY Leung (2012–2017)
4. Carrie Lam (2017–2022)
5. John Lee Ka-chiu (sinds 2022)

De Chief Executive wordt in het huidige bestel gekozen door een raad van 1200 (voorheen 800) kiesmannen, die op hun beurt voor het merendeel worden benoemd door verschillende belangenorganisaties of lid zijn van het Nationaal Volkscongres. Het was de bedoeling dat de Chief Executive vanaf 2017 direct door de kiesgerechtigden van Hongkong gekozen zal worden, zoals vastgelegd is in de Hongkongse grondwet, de Hong Kong Basic Law. De Chief Executive wordt benoemd voor een termijn van vijf jaar, met de eenmalige mogelijkheid van herverkiezing, dus een maximale termijn van tien jaar.
De eerste Chief Executive na de overdracht in juli 1997 was Tung Chee-hwa (Standaardkantonees: 董建華 Tung Chee Hwa; Jyutping: dung2 gin3 waa4). Hij werd na een stemronde in 1996 door de raad van kiesmannen gekozen uit drie kandidaten. De anderen waren de hoofdofficier van justitie Yang Tieliang en de zakenman Hu Guongzheng. Tung Chee-hwa werd geboren in Shanghai als zoon van een scheepvaart-magnaat. Net als vele andere zakenlieden uit Shanghai verhuisde de familie in de periode na de Tweede Wereldoorlog naar Hongkong waar Tung Chee-hwa carrière maakte in het familiebedrijf van zijn vader. Hij kreeg na zijn aantreden op 1 juli 1997 meteen kritiek over zijn huisvestingsbeleid (85000 woningen bouwen) waardoor de huizenprijzen enorm daalden. Even daarna was er ook nog de Aziatische financiële crisis van 1998 en protesten over immigratie van het Chinese vasteland naar Hongkong in 1999 en de SARS-epidemie van begin 2003. Tung werd door de Hongkongse bevolking voornamelijk gezien als een marionet van de nationale autoriteiten in Beijing, en zijn populariteit was nooit groot. Nadat het tegen het einde van 2004 duidelijk werd dat hij ook het vertrouwen van de nationale autoriteiten had verloren, trad Tung in maart 2005 officieel wegens gezondheidsproblemen af.
Na Tungs aftreden, van maart tot juni 2005, namen Donald Tsang (Standaardkantonees: 曾蔭權 Tsang Yam Kuen; Jyutping: zang1jam3kyun4) en Henry Tang (Standaardkantonees: 唐英年 Tang Ying Yen) beurtelings voor korte duur het ambt van Chief Executive waar. Tsang werd vervolgens in juni officieel door de raad van kiesmannen verkozen tot Chief Executive. Hij maakte de resterende tijd van Tungs tweede termijn (2002-2007) vol en werd herkozen voor een vijfjarige termijn van 2007 tot 2012.
In juli 2012 werd CY Leung (Standardkantonees: 梁振英 Leung Chun Ying; Jyutping: loeng4zan3jing1) verkozen tot Chief Executive na een heftige verkiezingsstrijd in de raad van kiesmannen met verliezer Henry Tang. Hij werd in 2017 opgevolgd door Lam, Hongkongs eerste vrouwelijke leider.

### Protesten
Bij de overdracht was afgesproken dat voor Hongkong gedurende vijftig jaar – tot het jaar 2047 – niet dezelfde wetten gelden als in het communistische China.
In juli 2014 werden bij protesten 500 betogers opgepakt na een demonstratie volgend op de afwijzing door Peking van de uitkomst van een referendum, waarbij de burgers hun eigen leiders mogen kiezen. Dit leidde tot protesten, uit vrees voor een groeiende invloed van de Chinese regering op de lokale politiek. Op 19 oktober kwam het in Mong Kok tot een treffen tussen demonstranten en politie, waarbij de betogers paraplu's gebruikten als schild tegen de pepperspray. De paraplu's werden een symbool voor de protesten.
Medio 2019 waren er een miljoen mensen op de been tegen een wetsvoorstel om criminelen uit te leveren aan landen waarmee geen uitleveringsverdrag is gesloten. Hongkong heeft al een uitleveringsverdrag met 18 landen, maar niet met Taiwan en China. Aanleiding voor het voorstel was een man die op zijn vakantie in Taiwan zijn vriendin zou hebben gedood. Volgens de autoriteiten van Hongkong zullen politieke en religieuze misdrijven geen uitlevering tot gevolg hebben en alleen misdadigers die een gevangenisstraf van zeven jaar en hoger kunnen krijgen, komen voor uitlevering in aanmerking. De inwoners van Hongkong kunnen dan door de Chinese overheid berecht worden en critici vrezen dat Peking van achterpoortjes in de wet gebruik zou maken om politieke tegenstanders voor de rechter te krijgen. Na de protesten besliste de Hongkongse regering om de wet uit te stellen. Op 1 juli 2019, de dag dat de overdracht van de voormalige Britse kolonie aan China wordt herdacht, drongen betogers in het parlementsgebouw en richtten vernielingen aan. Zij willen dat de uitleveringswet volledig wordt ingetrokken. Begin september 2019 trok Lam het omstreden wetsvoorstel in dat uitlevering van verdachten aan China mogelijk moest maken.

### Monddood maken oppositie
In januari 2021 werden 53 leden van de prodemocratische oppositie opgepakt. Zij werden gearresteerd op grond van de Nationale Veiligheidswet. Deze wet werd per 1 juli 2020 door China aan Hongkong opgelegd en maakt 'terrorisme, 'afscheiding', 'ondermijning' en 'samenzwering met buitenlandse machten' strafbaar. Deze arrestatiegolf wordt gezien als een direct aanval op de Hongkongse democratie. In maart 2021 volgde een voorstel in het Nationaal Volkscongres om het parlement van Hongkong uit te breiden van 70 naar 90 zetels. Hiervan worden 35 volksvertegenwoordigers direct gekozen door het volk en de rest zijn vertegenwoordigers van bepaalde industrieën, bonden en districten die overwegend pro-China zijn. Met deze uitbreiding krijgt de pro-China fractie een grote meerderheid. Verder zijn er strenge voorwaarden ingevoerd voor de kandidaten, alleen 'patriotten' mogen zich verkiesbaar stellen. Alle kandidaten worden vooraf gescreend of zij daaraan voldoen. De eerste verkiezingen onder de nieuwe regels, in december 2021, hadden een dramatisch lage opkomst van 30,2%. Het vorige laagterecord, uit 2000, was 43,6% in 2000, terwijl in 2015 nog 58% van de kiezers de stem uitgebracht had. Alle 20 pro-China kandidaten zijn gekozen, mede omdat de pro-democratie partijen geen kandidaten hadden voorgedragen uit protest.

## Cultuur
Hongkong wordt vaak omschreven als een plek waar 'East meets West', als gevolg van de mix van cultuur door de Chinese wortels van het grondgebied en de invloeden uit zijn tijd als een Britse kolonie. Hongkong balanceert een gemoderniseerde manier van leven met traditionele Chinese praktijken. Begrippen als Feng Shui worden zeer serieus genomen, bij dure bouwprojecten worden vaak experts op dergelijke gebieden ingehuurd. Andere objecten, zoals trigrammen worden nog regelmatig gebruikt om boze geesten af te weren en gebouwen missen vaak elke etage die het getal 4 heeft, vanwege de gelijkenis met het woord voor "sterven" in het Kantonees en Mandarijn. De fusie van oost en west kenmerkt ook de keuken van Hongkong, waar de dimsum, hot pot en fastfoodrestaurants samengaan met haute cuisine.

## Media
In tegenstelling tot de Volksrepubliek China kende Hongkong volledige vrijheid van pers en van meningsuiting, al waren er wel tekenen van zelfcensuur door de kranten en tijdschriften waarvan de eigenaars nauwe banden met of zakelijke belangen in de Volksrepubliek China hebben. De persvrijheid is in korte tijd diep gezakt. Volgens Verslaggevers Zonder Grenzen staat Hongkong in 2022 op de 148e plaats wat persvrijheid betreft, in 2020 was dit nog plaats 80 en in 2002 stond het nog op de 18e plaats. De Volksrepubliek China staat in 2022 op plaats 175 van de 180 landen die beoordeeld zijn.
Hongkong heeft hoe dan ook een zeer pluriform mediabestel, met een groot aantal verschillende lokale kranten en tijdschriften. Tijdschriften- en krantenuitgevers in Hongkong publiceren in zowel het Chinees als het Engels, met een focus op sensatie en roddels over beroemdheden.
De grootste traditioneel Chineestalige kranten in Hongkong zijn:
- Oriental Daily (東方日報), met een betaalde oplage rond de 500.000 en uitgegeven door Oriental Press Group Limited.
- The Sun (太陽報), met een betaalde oplage rond de 300.000 en uitgegeven door Oriental Press Group Limited.
- Ming Pao (明報), met een betaalde oplage rond de 100.000, en uitgegeven door Media Chinese International Limited. Gepositioneerd als politiek-neutrale kwaliteitskrant.
- Hong Kong Economic Times (香港經濟日報), met een betaalde oplage rond de 80.000, en uitgegeven door Hong Kong Economic Times Limited. Gepositioneerd als financieel dagblad.
- Headline Daily (頭條日報), een gratis krant met een oplage rond de 500.000 en uitgegeven door Sing Tao Newspaper Group.
- am730, een gratis krant met een oplage rond de 300.000 en uitgegeven door am730 Media Limited. Richt zich meer op jonge lezers.
- Apple Daily (蘋果日報), had een betaalde oplage van zo'n 400.000 en werd uitgegeven door Next Digital, het voormalige Next Media. Apple Daily was een 'pro-democracy'-krant, met de meest kritische houding ten aanzien van de nationale regering in Peking Na optreden van de autoriteiten is de Apple Daily op 24 juni 2021 voor het laatst verschenen.
- SharpDaily (爽報), een gratis krant met een oplage van zo'n 500.000 en uitgegeven door Next Digital. Deze krant werd gestaakt in 2013 omdat de exploitatie niet winstgevend was.
- Metropolis Daily (都市日報), een gratis krant met een oplage rond de 400.000 en uitgegeven door Metro International. In december 2019 is deze uitgave gestaakt.

De grootste Engelstalige kranten in Hongkong zijn:
- South China Morning Post (SCMP, 南華早報), met een betaalde oplage rond de 100.000 en uitgegeven door SCMP Group.
- The Standard, een gratis krant met een oplage rond de 200.000 en uitgegeven door Sing Tao Newspaper Group.

Hongkong heeft vijf free-to-air televisiekanalen, die worden beheerd door twee bedrijven: Asia Television Limited (ATV) en Television Broadcasts Limited (TVB):
- ATV Home (aTV1, 亞洲電視本港台), een Standaardkantonees kanaal.
- ATV World (亞洲電視國際台), een Engelstalig kanaal.
- TVB Jade (無綫電視翡翠台), een Standaardkantonees kanaal.
- TVB HD Jade, een Standaardkantonees kanaal, uitgezonden in HD, en met een programmering vaak verschillend van the non-HD TVB Jade.
- TVB Pearl (無綫電視明珠台), een Engelstalig kanaal.

## Toerisme

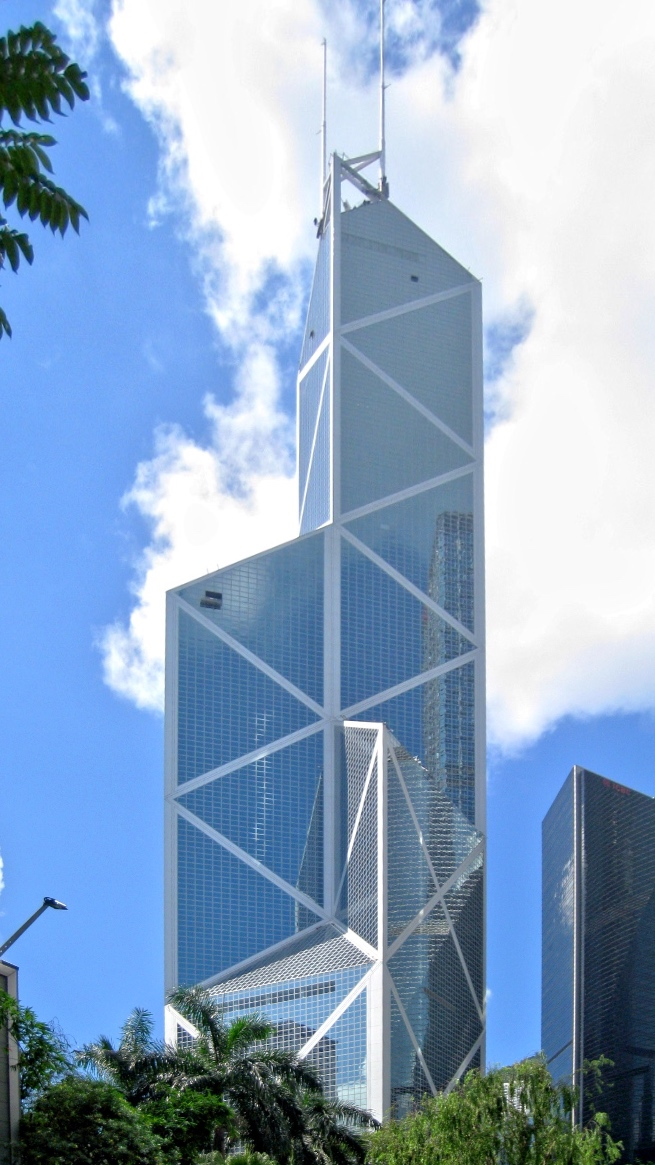
De Bank of China

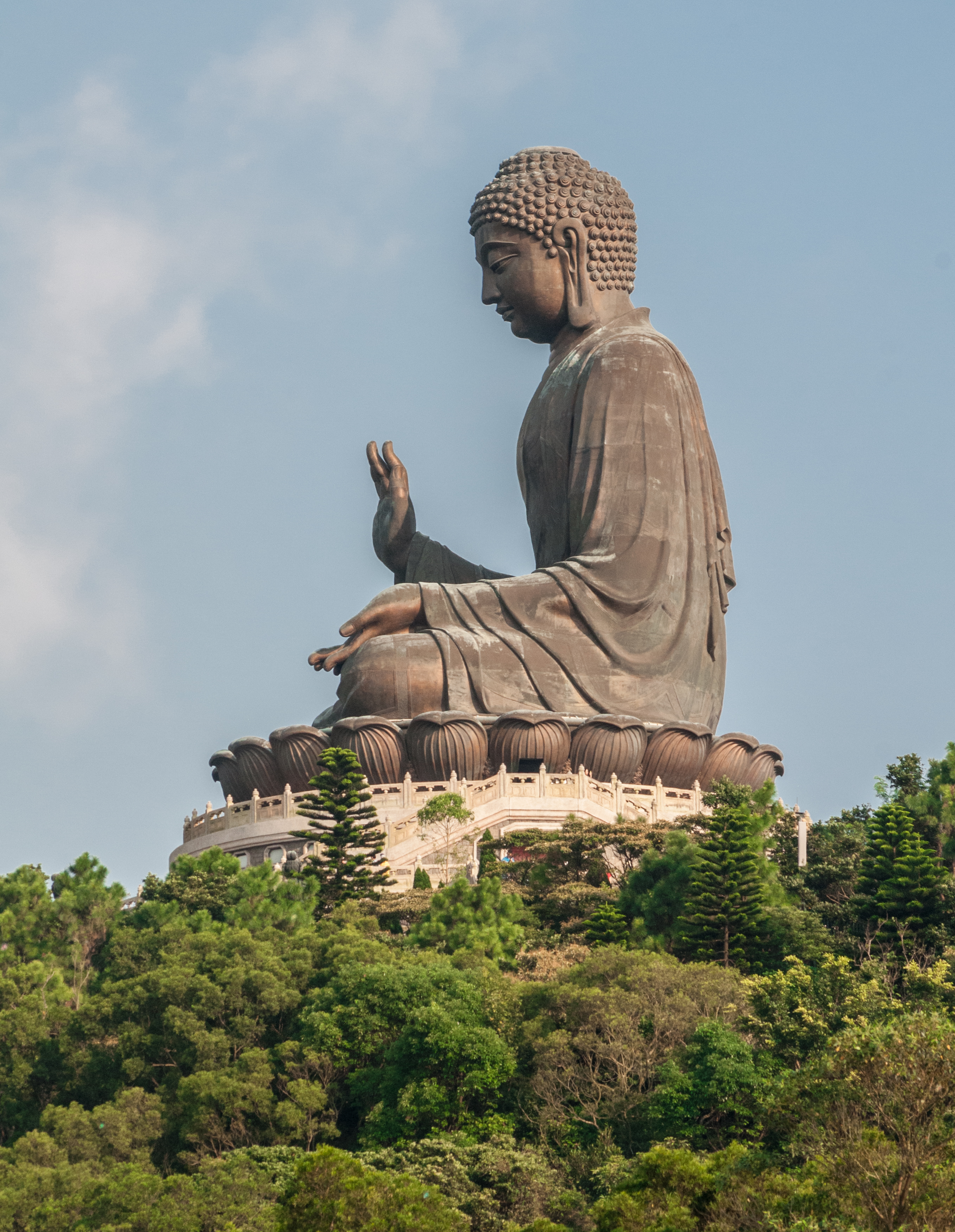
De Tian Tan Boeddha

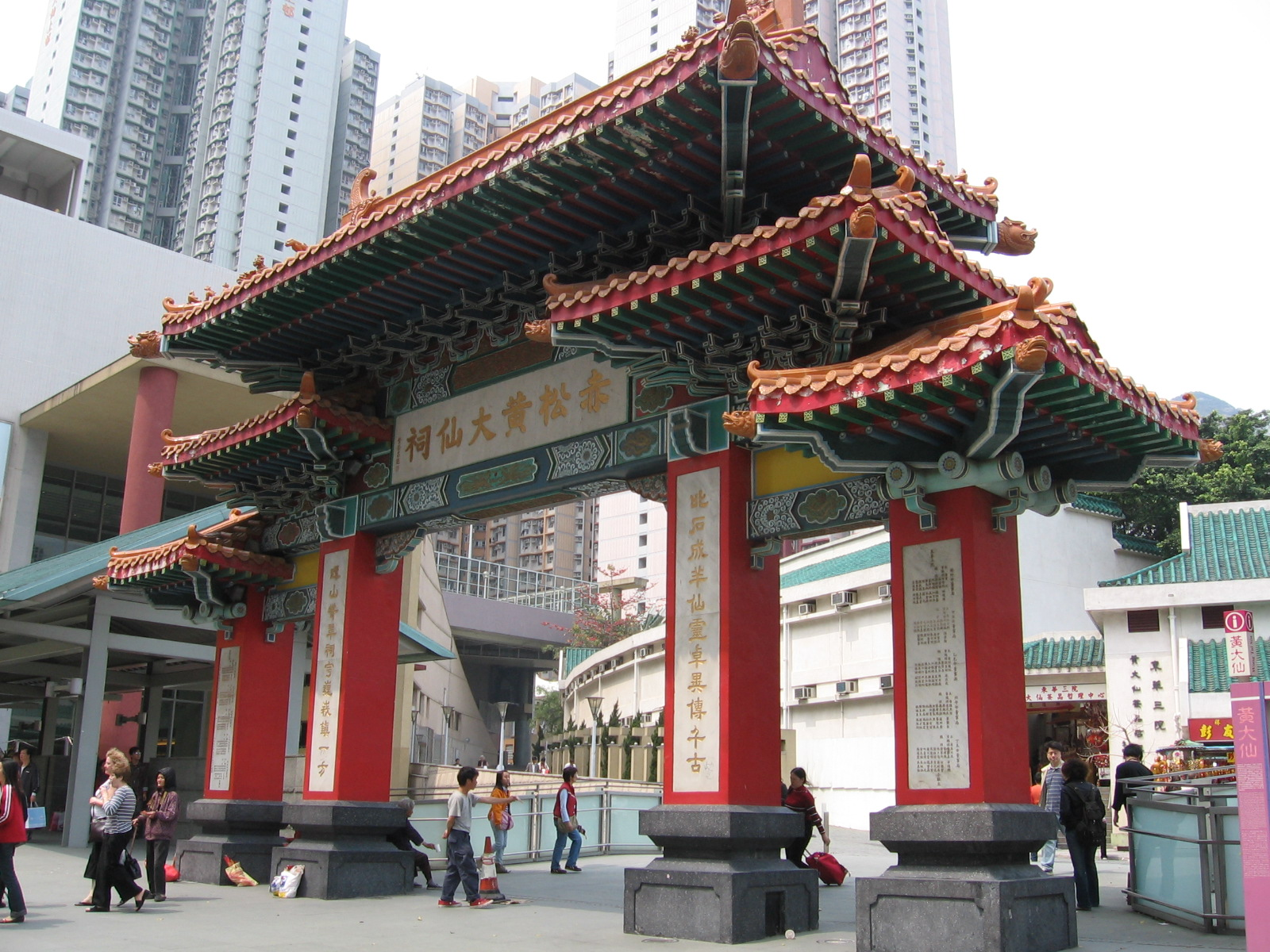
De sierpoort van de Wong Tai Sin-tempel

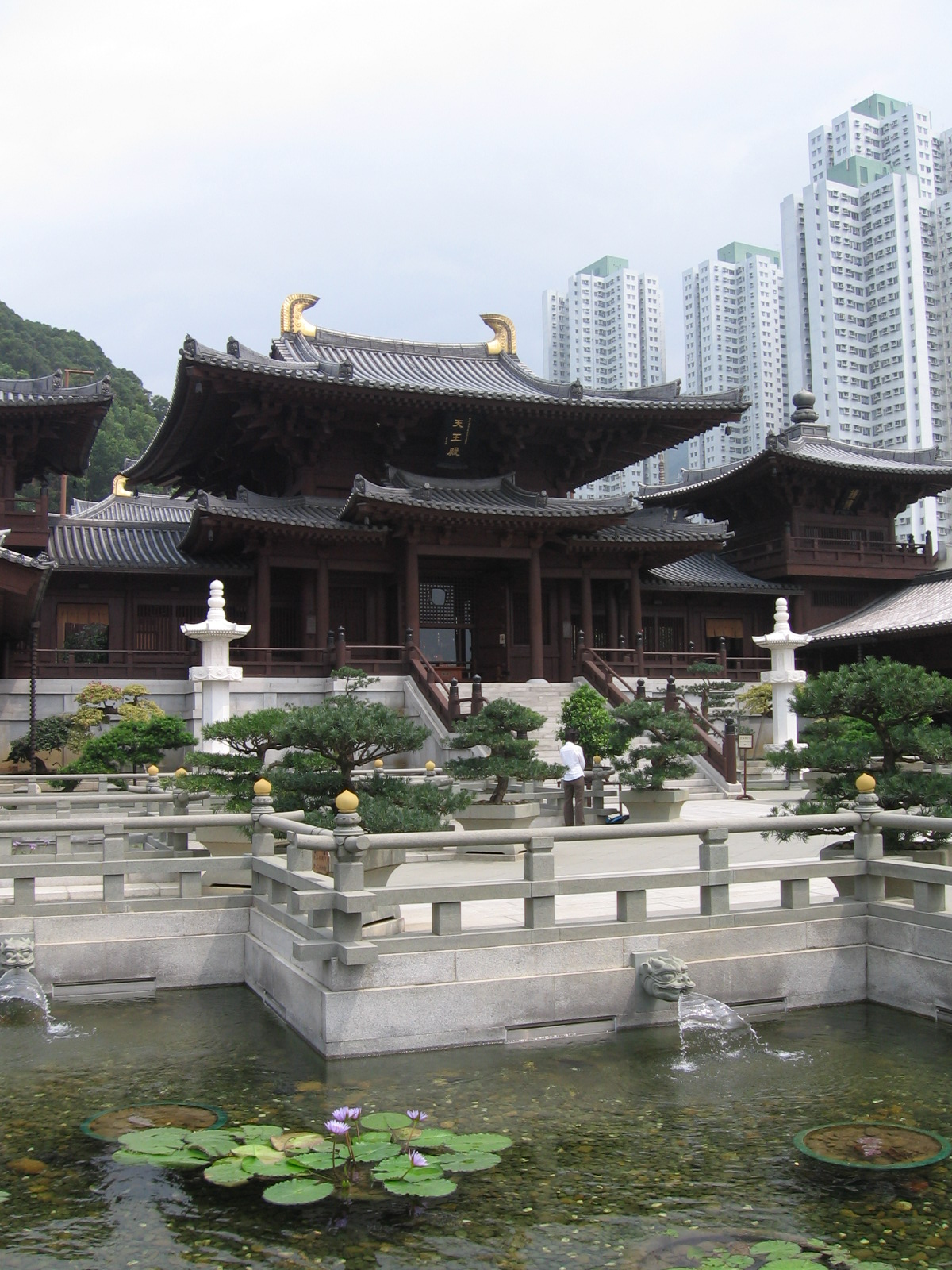
Het Chi Linnonnenklooster

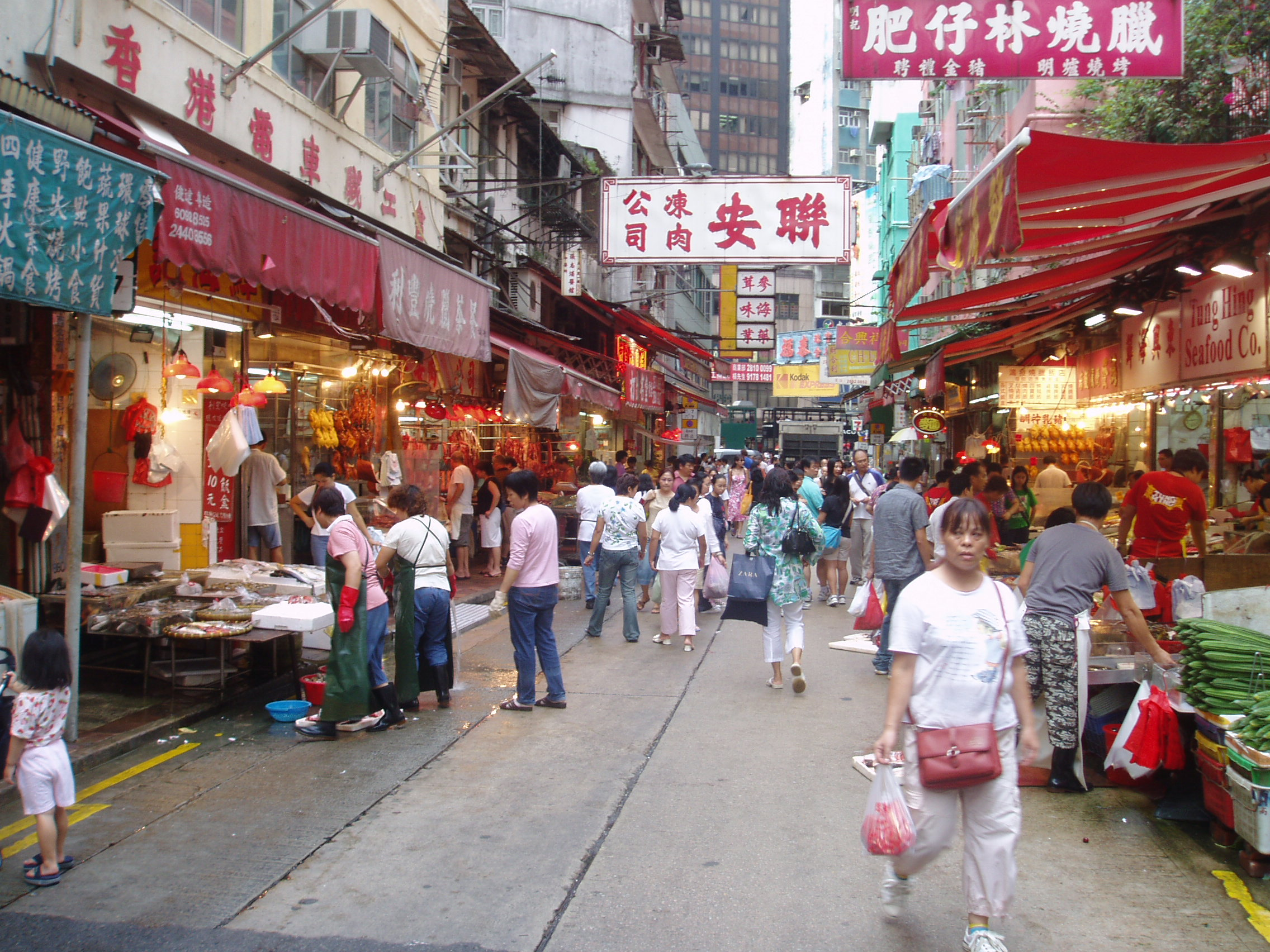
Straatmarkt in Causeway Bay

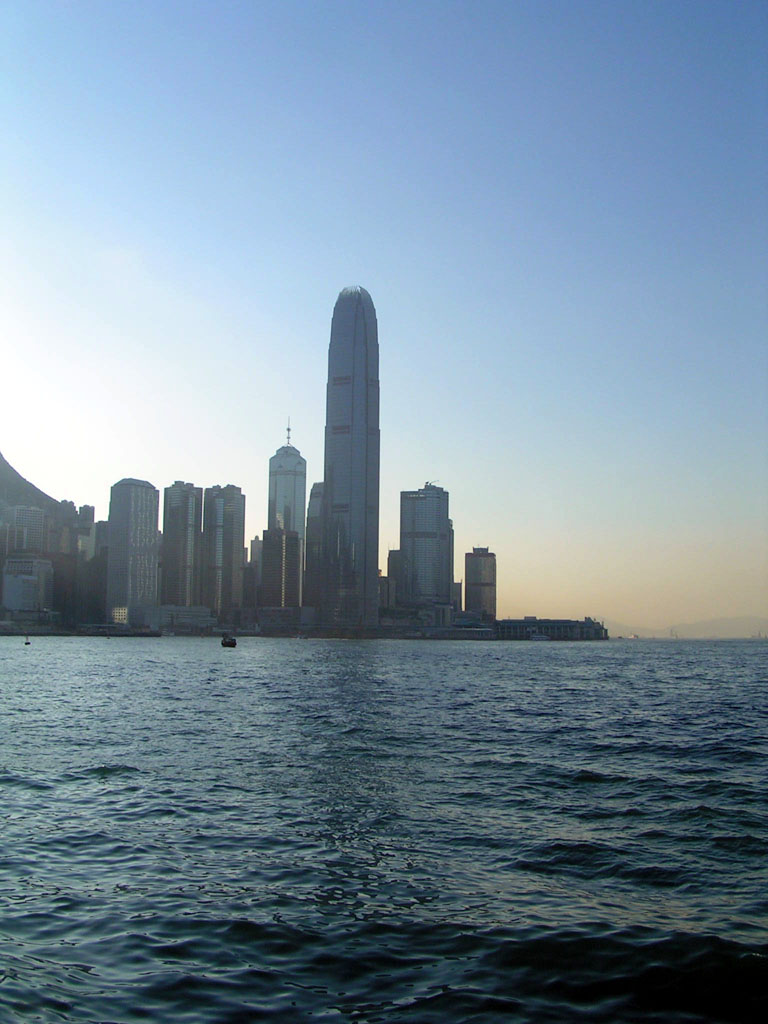
Centraal Hongkong vanuit de haven

### Bezienswaardigheden
- Avenue of Stars (Tsim Sha Tsui)
- Bank of China Tower (Central)
- Tian Tan-Boeddha (grootste zittende bronzen openlucht-Boeddha van de wereld)
- Clock Tower (Tsim Sha Tsui) (vroeger was dit een gedeelte van het oude 'Kowloon Canton Railway'-eindstation)
- Chegongtempel van Sha Tin
- Golden Bauhinia Square (Wan Chai)
- Hollywood Road (Central)
- Hong Kong Disneyland (Penny Bay)
- Hong Kong Wetland Park (Tin Shui Wai)
- International Commerce Centre met de Sky100
- International Finance Centre (IFC) (het op een na hoogste gebouw van Hongkong)
- Jade Market (Gansu Street)
- Kowloon Walled City Park (Kowloon City)
- Ladies Market (Tong Choi Street)
- Lan Kwai Fong (Central)
- Grootste roltrappensysteem van de hele wereld (800 meter)
- Happy Valley Racecourse en Hong Kong Racing Museum (Happy Valley)
- Luchthaven Hongkong (Chek Lap Kok, Lantau eiland)
- Ma Wan Park Noah's Ark (Ma Wan) (replica van de ark van Noach op ware grootte)
- Madame Tussauds Hong Kong
- Ngong Ping 360 (kabelbaan tussen Tung Chung en Tian Tan-Boeddha)
- Ocean Park Hong Kong (Aberdeen)
- The Peak (Mount Austin, Central)
- Po Linklooster
- Pottinger Street (Betegelde Straat)
- Repulse Bay (een populair strand)
- Sam Tai Tsztempel en Pak Taitempel
- SoHo (Mid-levels)
- Stanley Market
- Dr Sun Yat-sen Museum (Mid-Levels)
- Tai Cheung Cake Shop (populairste eierentaartwinkel)
- Temple Street Night Market (Yau Ma Tei)
- Tong Lau (Tong Houses, oude huizen in Hongkong) in Mallory Street
- Tsing Ma-brug (hangbrug tussen Tsing Yi en Ma Wan. Met 2,2 kilometer is het de langste trein- en autobrug ter wereld)
- Venetië van Hongkong (Tai O)
- Victoria Harbour (natuurlijke haven tussen het eiland Hongkong en Kowloon)
- Western Market (Sheung Wan)
- Wong Tai Sintempel
- 1881 Heritage (Tsim Sha Tsui) (tot 1997 was hier het hoofdkwartier van de marine gevestigd)

### Tempels

#### Boeddhistische tempels
- Chi Linnonnenklooster
- Hongkong Kun Chungtempel
- Klooster van de Tienduizend Boeddha's
- Kwun Yamschrijn
- Po Linklooster
- Tsing Shanklooster

#### Daoïstische tempels
- Beiditempel van Wan Chai
- Chegongtempel van Ho Chung
- Chegongtempel van Sha Tin
- Chenghuangtempel van Shau Kei Wan
- Ching Chung Koon
- Chun Kwantempel
- Fan Sintempel
- Man Motempel
- Sam Shingtempel
- Sam Tai Tsztempel en Pak Taitempel
- Tianhoutempel van Fan Ling
- Tianhoutempel van Joss House Bay
- Tianhoutempel van Shau Kei Wan
- Wong Tai Sintempel

### Musea
- Hong Kong Museum of History
- Hong Kong Science Museum
- Hong Kong Space Museum
- Heritage Museum (Sha Tin)

### Winkelen
Causeway Bay is een grote winkelbuurt met onder andere winkelcentrum Times Square met Gucci, Pucci en Prada en veel foto- en elektronicawinkels. Andere winkelcentra zijn New World Centre, Ocean terminal, Landmark en Pacific Place. Nathan Road is nu een van de bekendste straten van Hongkong. De bekendste markt is de Temple Street Night Market, lopend vanaf Nathan Road (er is ook een MTR-halte). Andere markten zijn de Jade Market en de Bird Market.

### Sport
Hongkong biedt een breed scala aan recreatieve en competitieve sportmogelijkheden ondanks de beperkte oppervlakte. Het stuurt afgevaardigden naar internationale wedstrijden zoals de Olympische Spelen en de Aziatische Spelen en speelde gastheer voor de hippische evenementen tijdens de Olympische Zomerspelen 2008.
Sinds 1981 wordt jaarlijks de Marathon van Hongkong gelopen. Deze hardloopwedstrijd heeft internationale allure. Ook de tennissport heeft een internationaal toernooi, het WTA-toernooi van Hongkong, een jaarlijks terugkerende wedstrijd voor vrouwen.
Er zijn grote multifunctionele locaties zoals het Hong Kong Coliseum en MacPherson Stadion. Het steile terrein van Hongkong en het uitgebreid wandelnetwerk met uitgestrekte panorama's trekt wandelaars en de ruige kustlijn biedt vele stranden om te zwemmen. Hongkong heeft een eigen voetbalelftal, het Hongkongs voetbalelftal. Op de Hong Kong Golf Club wordt sinds 1959 het Hong Kong Open gespeeld. In 2014 werd in hier het wereldkampioenschap rope skipping gehouden.

## Economie

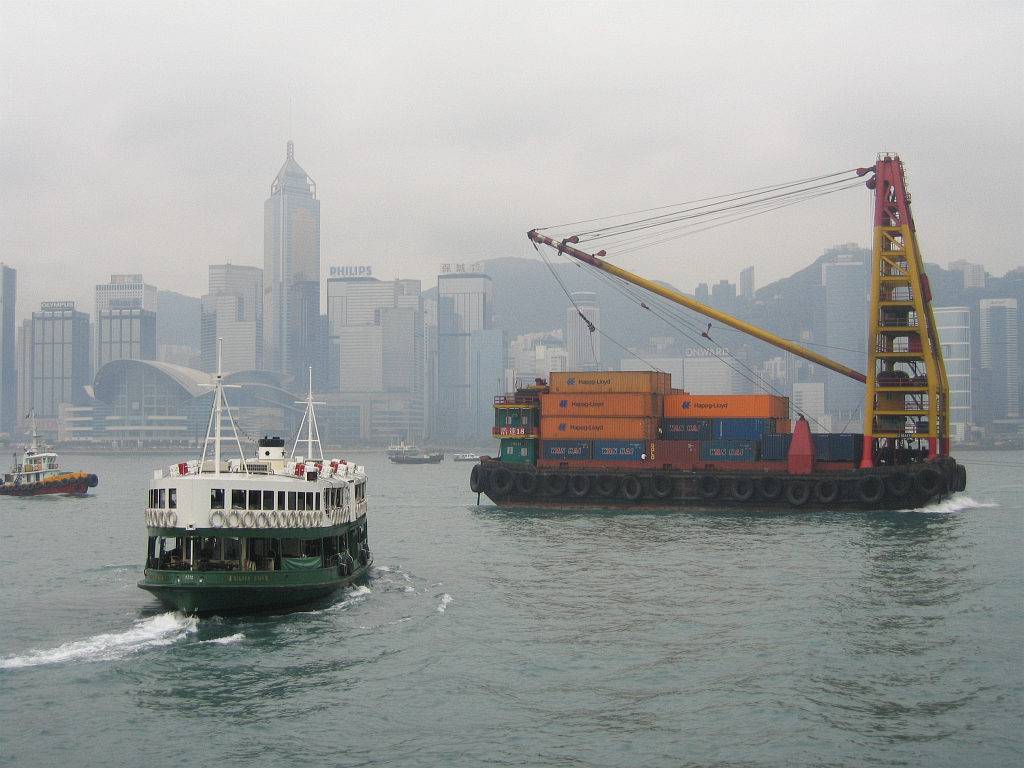
Lichter met een veerboot van de Star Ferry

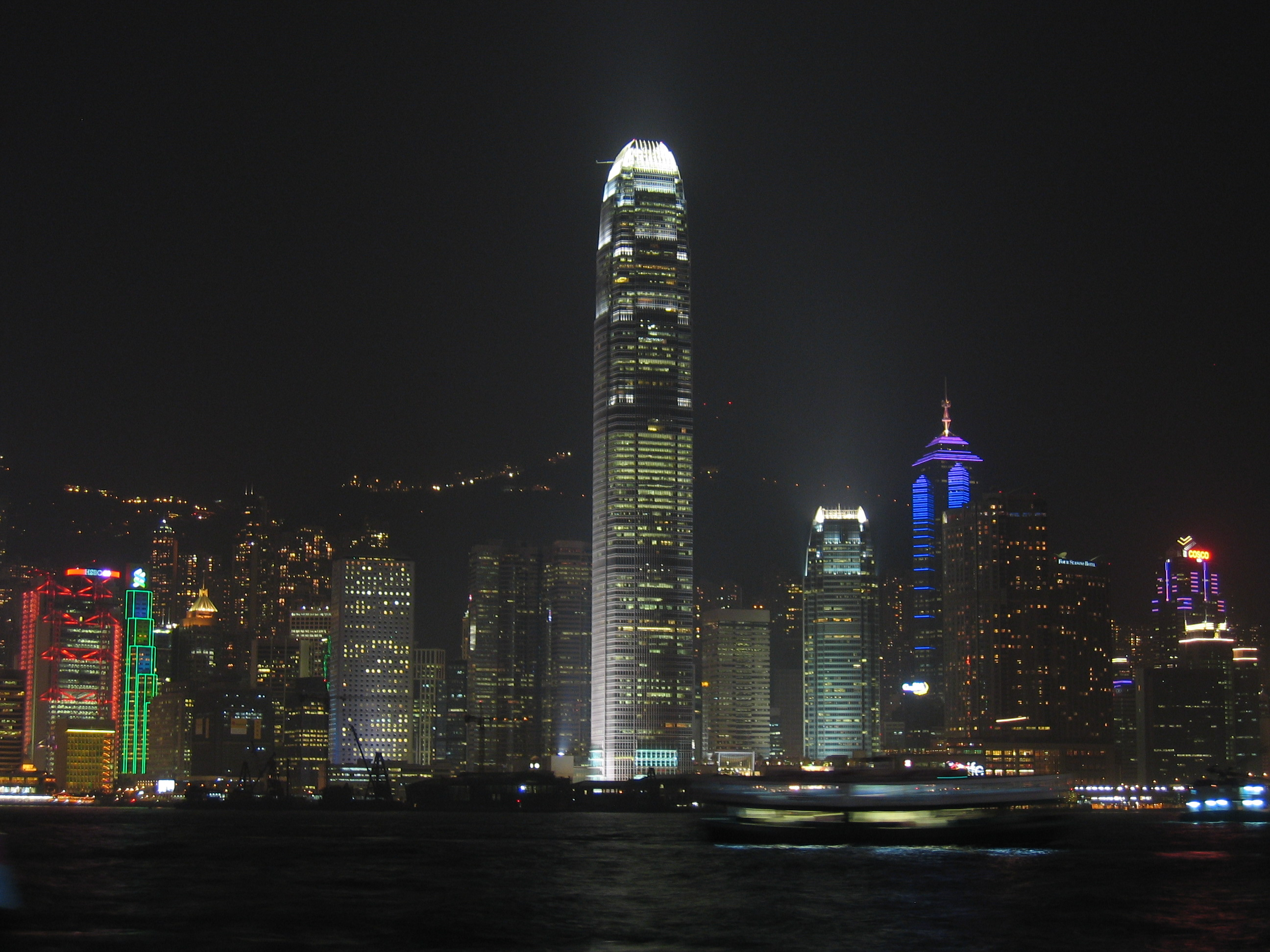
International Finance Centre (midden) 's nachts

In 2019 bestond de beroepsbevolking uit 4 miljoen mensen, gelijk verdeeld over mannen en vrouwen. Hiervan is bijna 90% werkzaam in de dienstensector. Slechts 2% is werkzaam in de industrie.
De haven van Hongkong speelt een belangrijke rol in de internationale handel van de Volksrepubliek China. Veel goederen uit China worden via de haven uitgevoerd of doorgevoerd naar China. Per jaar doen ongeveer 190.000 schepen de haven aan waarvan 160.000 binnenvaartschepen. De binnenvaartschepen zijn gelijk verdeeld over vracht- en passagiersschepen. Jaarlijks wordt 300 miljoen ton lading in de haven overgeslagen waarvan een derde met de binnenvaartschepen wordt aan- of afgevoerd. Het aantal overgeslagen containers ligt op 22 miljoen TEU en Hongkong is hiermee de op drie na grootste containerhaven ter wereld, na Shanghai, Singapore en Shenzhen ook in de Parelrivierdelta. Door de geringe landoppervlakte is het aantal haventerminals beperkt en wordt veel lading op het water overgeslagen op lichters. Tot slot is er veel personenvervoer in de haven. In 2014 scheepten zo’n 26 miljoen passagiers in en uit, met als belangrijkste bestemming Macau.
Daarnaast is in Hongkong lichte industrie gevestigd. De industrie was vooral in de jaren 60 en 70 en gedeeltelijk in de jaren 80 de drijfkracht achter de vooruitgang van Hongkong. Hongkong is een van de meest producerende plaatsen in de wereld in onder andere speelgoed. De industrie is gevestigd in Kowloon, Tsuen Wan en in de New Territories.
Hongkong is een van de belangrijkste financiële centra van Azië, maar door de onzekerheid over de toekomst binnen de Volksrepubliek China staat deze rol enigszins onder druk. De Centrale Bank van Hongkong is gevestigd in het tweede hoogste gebouw van de stad, het International Finance Centre in het stadsdeel Central (het voormalige Victoria City); de Hong Kong Stock Exchange ligt daar vlak achter. Gemeten naar marktkapitalisatie was het de op twee na grootste effectenbeurs in Azië per 31 december 2019 en in 2019 werd hier, wereldwijd gezien, het meeste geld opgehaald met de uitgifte van nieuwe aandelen.

## Verkeer en vervoer

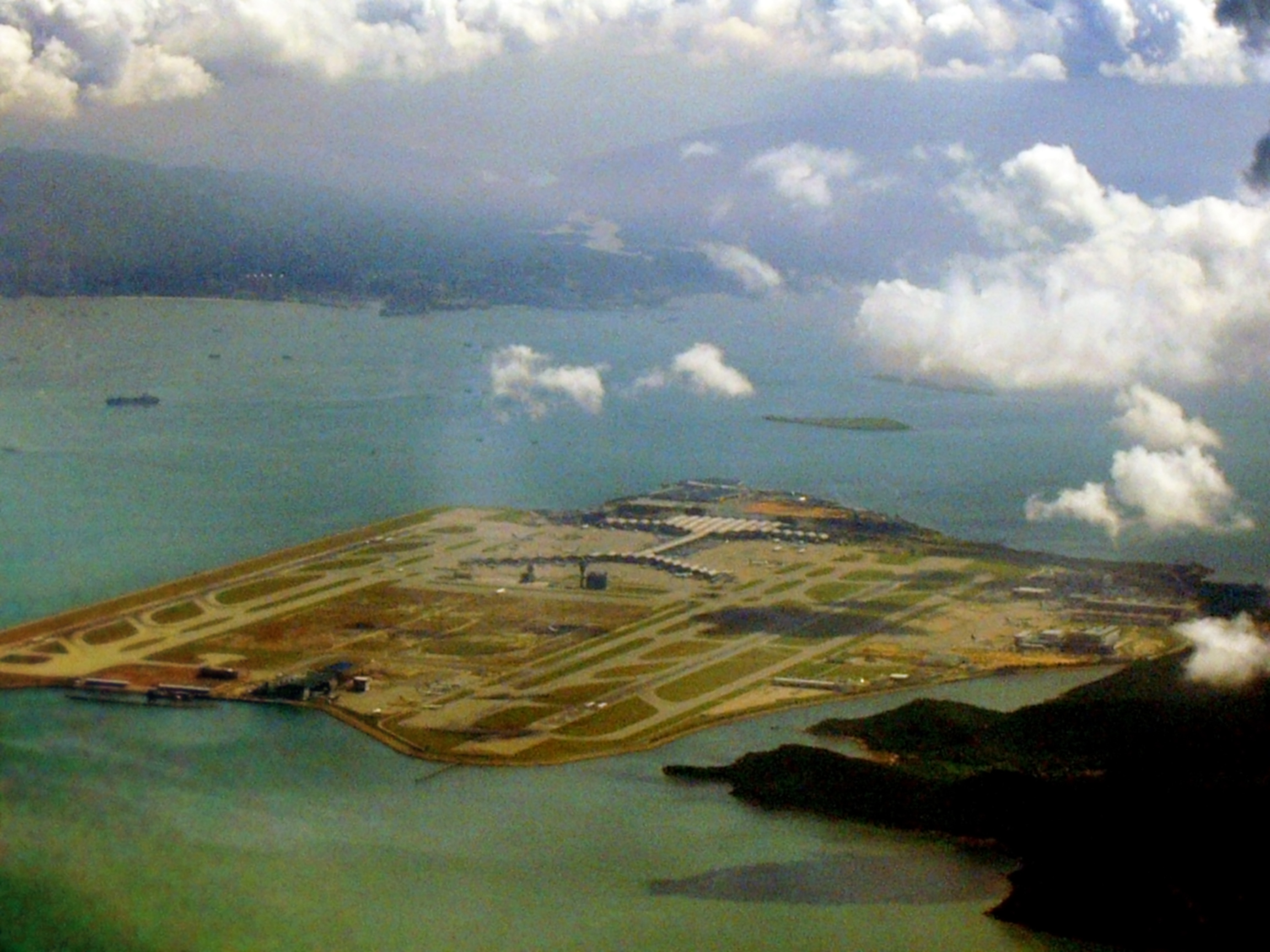
Zicht op de luchthaven vanuit de lucht

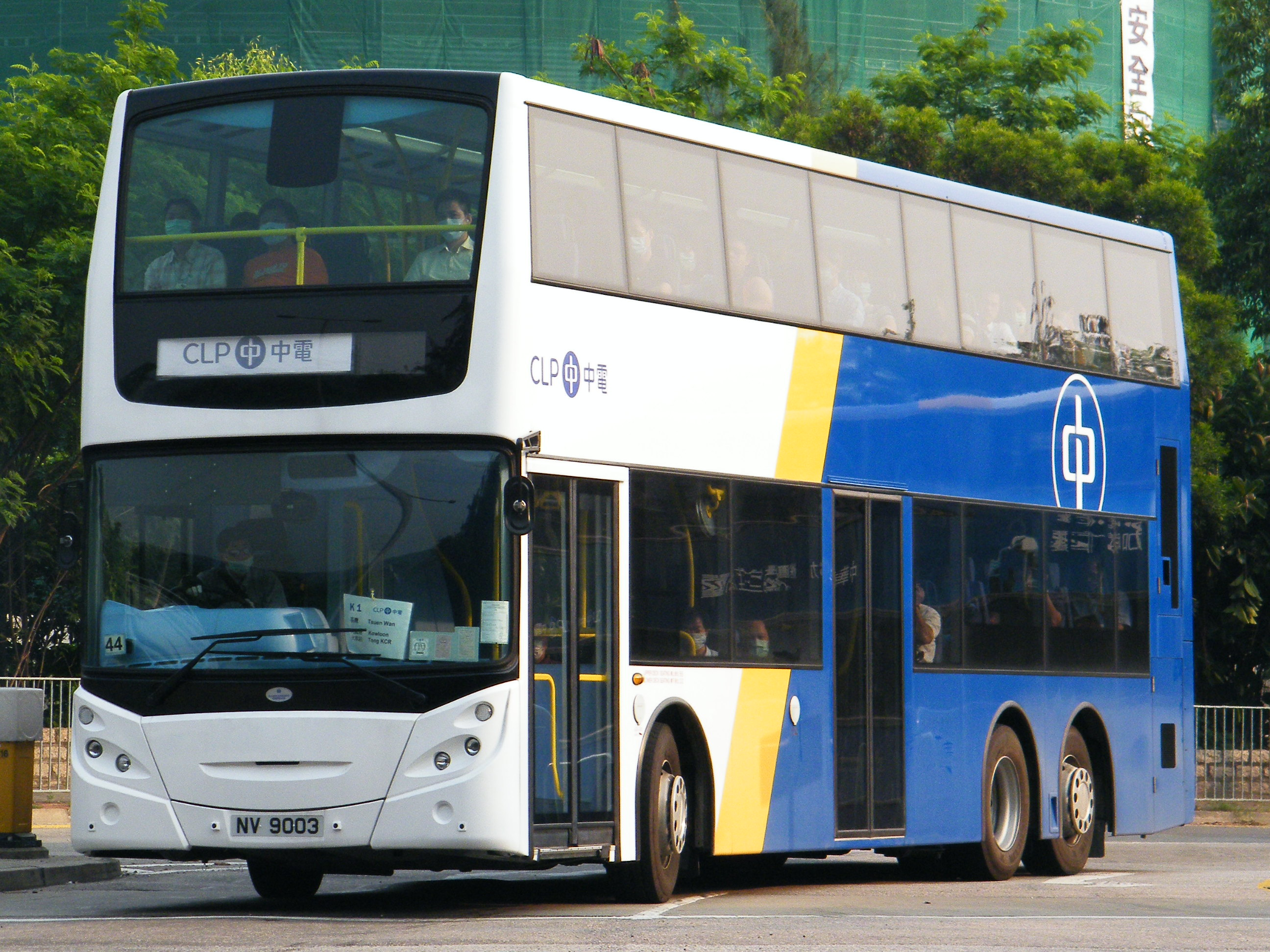
Een dubbeldekker in Hongkong

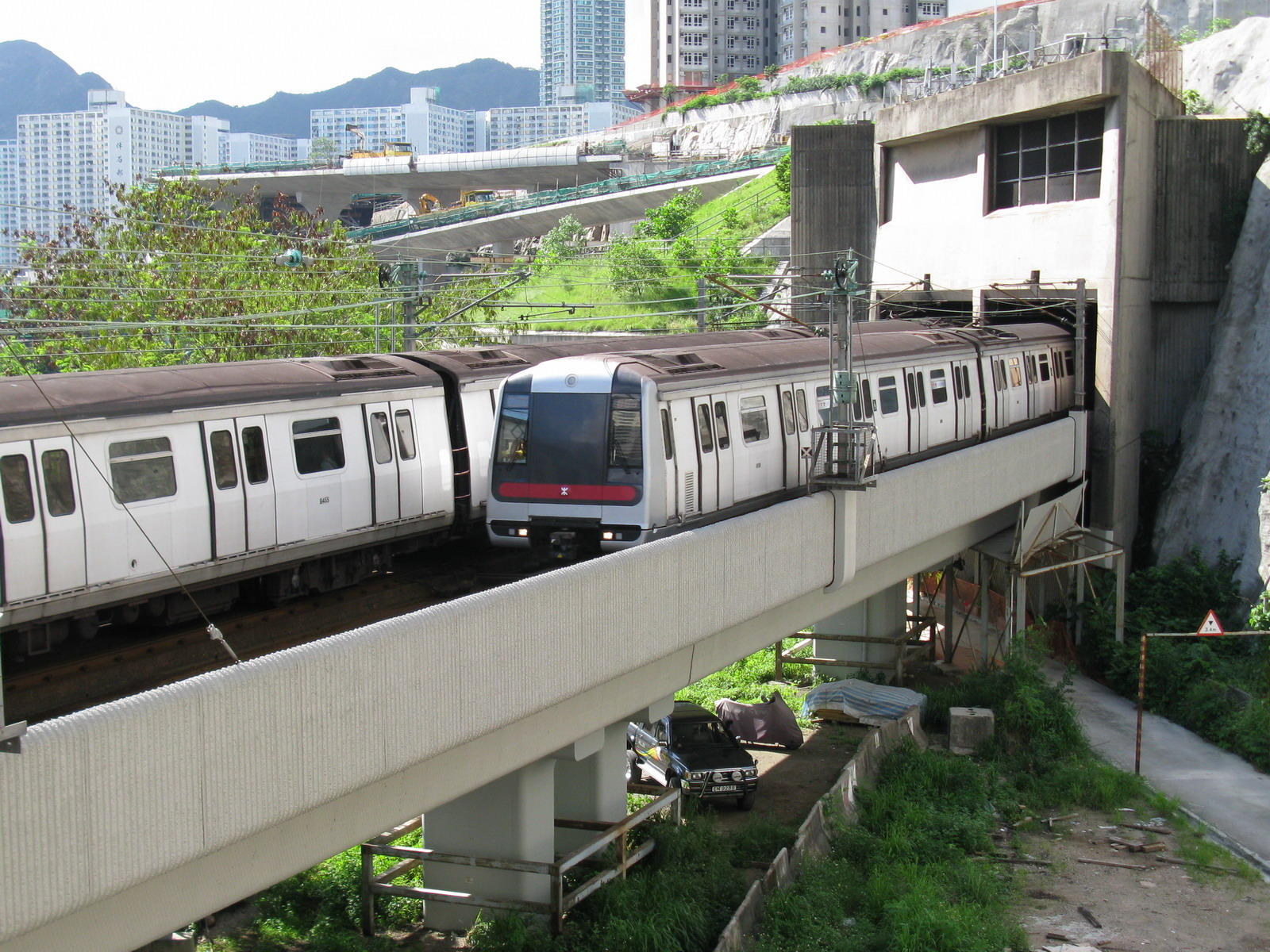
De Hongkongse metro van de MTR

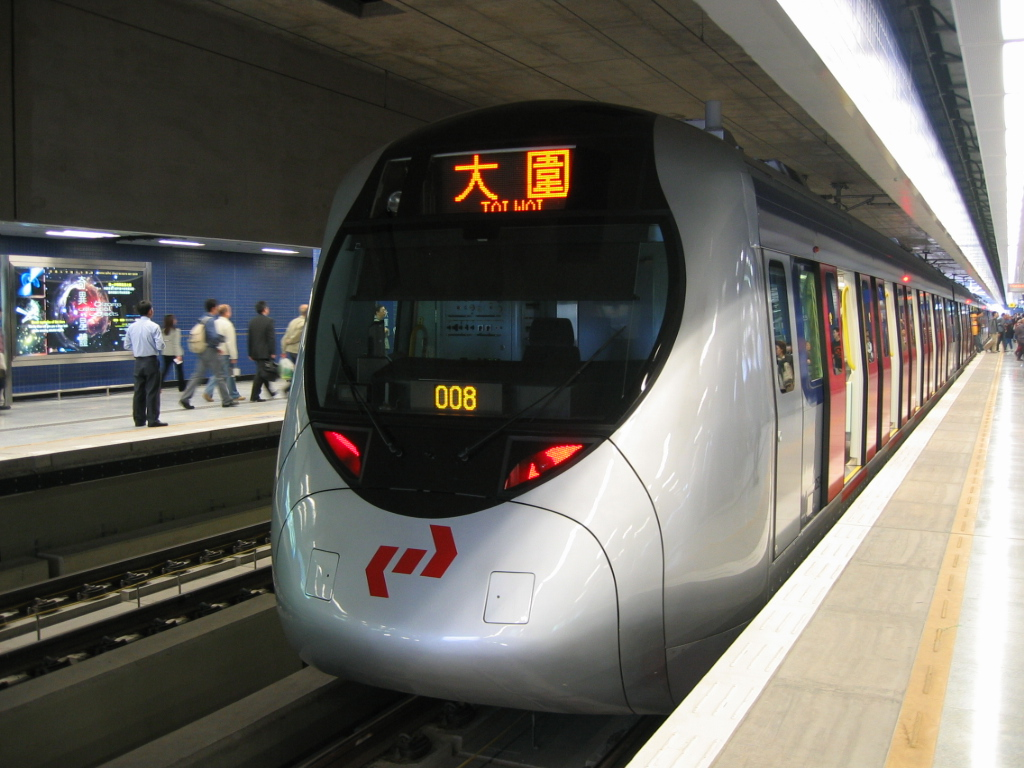
Een Hongkongse trein van het voormalige bedrijf KCR

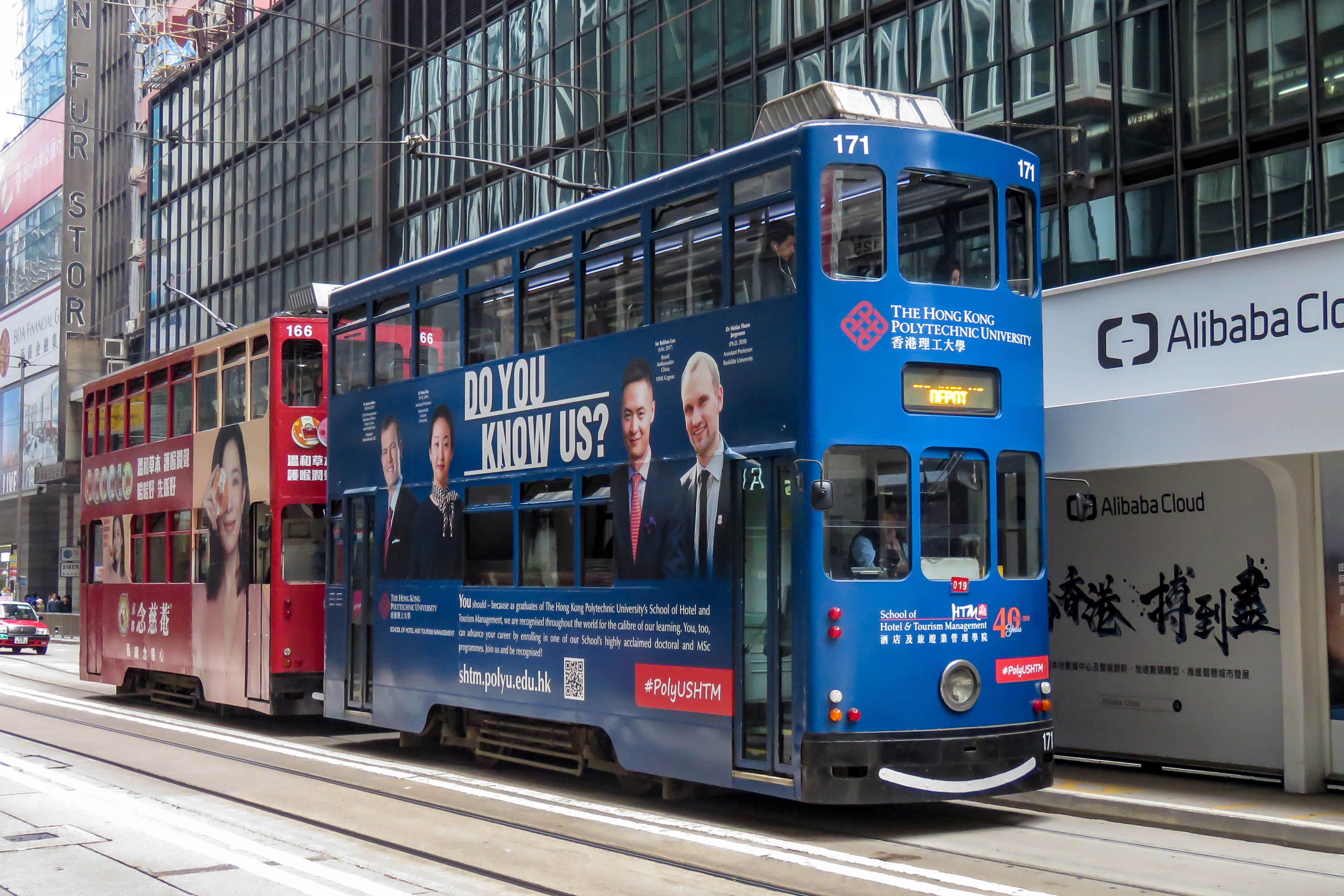
Een tram in het centrum van Hongkong

Hongkong en de speciale bestuurlijke regio Macau zijn de enige plekken in China waar men links rijdt. Er is een uitgebreid netwerk van Hongkongse autosnelwegen.

### Luchthaven
Het vliegveld van Hongkong stond in 2019 op de 13e plaats van alle luchthavens ter wereld gemeten naar passagiersaantallen (71 miljoen). Het ligt op een kunstmatig eiland aan het eiland Lantau. De oude luchthaven van Kai Tak werd vanwege ruimtegebrek in 1998 vervangen door de Internationale luchthaven Hongkong, ook wel Chek Lap Kok of Chek Lap Kok Airport genoemd.

### Intern verkeer
De kosten voor het reizen met de Hongkongse vervoermiddelen worden voornamelijk betaald met de Octopus card, met uitzondering van het vliegen met de vliegtuigen.

#### Vervoer per rails

##### Trein
Oorspronkelijk waren de treinen in Hongkong stoomtreinen en onderdeel van de Kowloon Canton Railway (KCR). Vanaf 1983 rijden er elektrische treinen in Hongkong. Vanaf station Hung Hom rijden er treinen naar Guangzhou, Shanghai en Peking. In 2007 werd het bedrijf KCR samengevoegd bij de MTR. Op 23 september 2018 reed de eerste hogesnelheidstrein tussen Hongkong en Peking. De reistijd is negen uur in vergelijking tot 24 uur met de oude treinverbinding.

##### Metro
Mede door de groeiende Hongkongse bevolking en de vraag naar goede bereikbaarheid werd er in 1967 gevraagd om een studie naar een metronet in Hongkong te doen. Uiteindelijk werd er in 1975 besloten om een metronet aan te leggen en in 1979 is de eerste metrolijn in Hongkong een feit door het bedrijf MTR.

##### Lightrail
Lightrail in Hongkong is een soort tramsysteem dat in de satellietsteden Tuen Mun, Tin Shui Wai en Yuen Long is aangelegd. Door de groei van het aantal bewoners in die wijken en de tekortschietende capaciteit van het openbaar vervoer was er behoefte aan een nieuw systeem. Daarom kwam er in 1988 de Lightrail van de KCR. In 2007 werd ze onderdeel van de MTR.

##### Tram
De tram rijdt al ruim honderd jaar. Er zijn zes tramroutes op het eiland Hongkong, die zich tussen Shau Kei Wan en Kennedy Town en rondom Happy Valley bevinden. De tram is bijzonder omdat het de grootste dubbeldekse tramvloot ter wereld is.

#### Bus
De bussen in Hongkong, waarvan de meeste dubbeldekkers zijn, zijn vanaf 1933 in het straatbeeld te zien. Nu zijn er vijf bedrijven, KMB, CityBus, Airbus en nog twee andere, die de buslijnen in Hongkong onderhouden. De bussen met een of twee cijfers komen alleen in Kowloon en New Territories voor (kruisen de Victoriahaven niet).
Van de bussen met drie cijfers/een letter gevolgd door twee cijfers geldt dat ze zullen rijden:
- 1xx via de Hung Hom Cross Harbour Tunnel
- 6xx via de Eastern Cross Harbour Tunnel
- 9xx via de Western Cross Harbour Tunnel
- Axx naar de luchthaven, Luchthaven Hongkong (bagage is toegestaan)
- Exx gaan via Tung Chung en de luchthaven (bagage is toegestaan)

#### Minibus (Lightbus)
Minibussen zijn anders dan de gewone bussen. Er zijn zestien zitplaatsen en de bus is te klein om te blijven staan. Ze hebben geen vaste stopplaatsen, maar zijn vanaf de straat aan te houden. Als de bus vol is, rijdt hij in één keer door naar z'n eindbestemming. De prijs is meestal twee keer zo hoog als de reguliere bus.

#### Taxi
De taxi's in Hongkong hebben drie verschillende kleuren:
- Rode taxi's rijden door heel Hongkong, behalve in gebieden die speciaal voor de blauwe taxi's zijn.
- Groene taxi's rijden in New Territories.
- Blauwe taxi's rijden op Lantau.

Alle taxi's mogen naar de luchthaven of Disneyland rijden.

#### Veerboot
Met de veerboten kan men tussen Kowloon, het eiland Hongkong en enkele van de overige eilanden (onder andere Lantau, Cheung Chau Lamma en Ma Wan) reizen. Veerboten vertrekken vanaf Tsim Sha Tsui en Hung Hom (Kowloon) en vanaf Central en Wan Chai (het eiland Hongkong). De Star Ferry is overigens het goedkoopste vervoermiddel voor de overtocht tussen Kowloon en het eiland Hongkong. Verder vertrekken er ook veerboten naar Macau, Zhuhai en Shenzhen. Er is een veerpont tussen zowel het centrale ferryport van het eiland Hongkong, als een directe verbinding vanuit het internationale vliegveld.

#### Hongkong-Zhuhai-Macao-brug
De Hongkong-Zhuhai–Macau-brug (HKZMB) is een brugtunnelsysteem dat bestaat uit een reeks van drie tuibruggen en een onderzeetunnel, evenals drie kunstmatige eilanden. Het overspant het Lingdingyang-kanaal, dat Hongkong verbindt met Macau en Zhuhai, drie grote steden aan de Parelrivierdelta. De brug werd op 24 oktober 2018 officieel opengesteld.

## Bekende inwoners van Hongkong

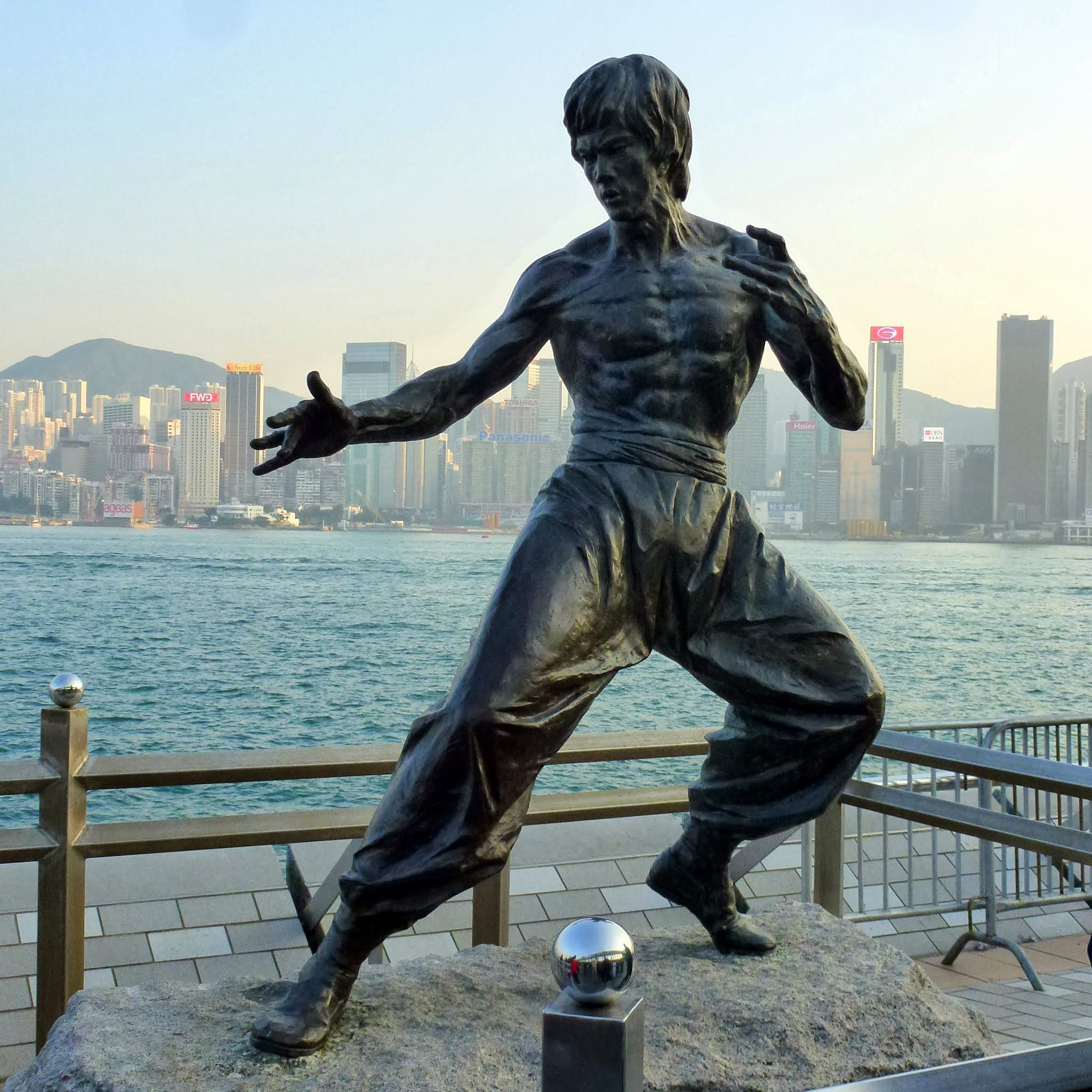
Standbeeld van acteur Bruce Lee in Hongkong

### Geboren
- Raymond Chow (1927-2018), filmproducent
- William Anders (1933-2024), Amerikaans ruimtevaarder (Apollo 8)
- Adrienne Clarkson (1939), Chinees-Canadese journaliste en staatsvrouw
- John So (1946), ondernemer en politicus
- George Cheung (1949), acteur en stuntman
- Jackie Chan (1954), acteur
- Chow Yun-Fat (1955), acteur
- Benny Chan (1961-2020), filmregisseur, -producent en scenarioschrijver
- Jacky Cheung (1961), zanger en acteur
- Andy Lau (1961), acteur en zanger
- Stephen Chow (1962), acteur en regisseur
- Tony Leung (1962), acteur
- Tzi Ma (1962), acteur
- Alexandra Christina Manley (1964), ex-echtgenote van de Deense prins Joachim
- Maggie Cheung (1964), actrice
- Jacqueline Law (1966-2012), actrice
- Byron Mann (1967), Chinees-Amerikaans acteur
- Kin Wing Lam (1971), beter bekend als DJ Akira, dj en producer
- Rory Stewart (1973), Schots avonturier, schrijver en politicus
- Chan Ho-kei (1975), detectiveschrijver
- Andrew Heffernan (1975), Nederlands ruiter
- Royden Lam (1975), darter
- Herman Li (1975), gitarist, speelt in metalband DragonForce
- Cecilia Cheung (1980), Chinees-Australische zangeres en actrice
- Romola Garai (1982), Britse actrice
- Kai Fan Leung (1983), darter
- Katrina Kaif (1984), Brits-Indiase actrice en model
- Chan Siu Ki (1985), voetballer
- Wong Wan Yiu Jamie (1986), wielrenner
- Kenneth To (1992), Australisch zwemmer
- Ian Gouw (1997), Nederlands acteur
- Siobhán Haughey (1997), zwemster

### Overleden
- Bruce Lee (1940-1973), Chinees-Amerikaans acteur